# Mil Mi-8
Der Mil Mi-8 (russisch Миль Ми-8, NATO-Codename: Hip) ist ein in der Sowjetunion von Mil entwickelter und gefertigter Mehrzweck- und Transporthubschrauber mit zwei Turbinentriebwerken und großen Heckladetoren.
Als Varianten des Mi-8 gelten die Modelle mit den Bezeichnungen Mi-17, Mi-18, Mi-19, Mi-171 und Mi-172. Ein naher Verwandter ist die Marineversion Mi-14, die aber als eigenständiges Muster geführt wird.

## Geschichte
Die Mi-8 wurde als Ersatz für die ältere, mit einem Kolbenmotor ausgerüstete Mil Mi-4 entwickelt und eingeführt. 1957 begann das OKB-329 die Eigenschaften für den neuen Hubschrauber zu spezifizieren. Da Nikita Chruschtschow in dieser Zeit der Entwicklung von Raketen den Vorrang gab, stand für die Flugzeugindustrie wenig Geld zur Verfügung. So bediente sich Michail Mil einer Notlüge und präsentierte den Entwurf als „massive Modifikation“ der Mi-4 mit Turbinenantrieb und neuer Bug- und Rumpfsektion, die in Ganzmetall-Halbschalenbauweise aus Duraluminium gefertigt wurden. Der Heckausleger, der Antriebsstrang mit den Rotoren, das Flugregelungssystem und weiteres sollte von der Mi-4 übernommen werden. Da sich die zivile sowjetische Luftfahrtbehörde und die Spitze des sowjetischen Militärs neben der Transportversion auch für einen neuen VIP-Hubschrauber interessierten, wurde der Entwurf am 20. Februar 1958 akzeptiert und Mil mit der Entwicklung des W-8 (W für wertoljot [вертолёт], die russische Bezeichnung für „Hubschrauber“) beauftragt. Der Hubschrauber sollte eine Nutzlast von 1,5 bis 2,0 Tonnen haben. Als Antrieb war zum Verdruss von Mil eine einzelne Turbine vom Typ Iwtschenko AI-24W geplant, die normalerweise in der An-24 eingesetzt wird und für den Einsatz im W-8 von 2400 auf 1900 PS gedrosselt wurde, um die Kraftübertragung und die Rotoren der Mi-4 einsetzen zu können. Der erste Prototyp des einmotorigen W-8 wurde im Juni 1961 fertiggestellt und am 24. Juni 1961 von Boris W. Semskow erstmals geflogen. Nur zwei Wochen nach dem Erststart wurde der an seinem einzelnen Lufteinlauf gut zu erkennende Hubschrauber am 9. Juli 1961 bereits bei der jährlichen Flugschau in Moskau-Tuschino vorgestellt. Im Dezember 1961 wurde der Hubschrauber zu Abnahmetests abgegeben, und ab 1963 diente er als Testplattform am Boden. Ein zweiter einmotoriger Prototyp nahm im November 1961 die Flugerprobung auf.
Mil sah die einmotorige Lösung in Bezug auf Sicherheit und Leistungsfähigkeit als unzureichend an und trieb nebenher die Entwicklung einer zweimotorigen Variante W-8A voran. Da kein geeignetes Triebwerk zur Verfügung stand, wurde vom OKB-478 Isotow das TW2-117 entwickelt. Die ersten Triebwerke und das WR-8-Untersetzungsgetriebe wurden im Sommer 1962 geliefert. Erste Flugtests mit diesem Hubschrauber wurden am 2. August 1962 von N. W. Leschin durchgeführt, der erste echte Flug folgte am 17. September 1962, und nur wenige Tage später wurde der Hubschrauber Nikita Chruschtschow und hochrangigen Funktionären der Warschauer Vertragsorganisation vorgeführt. Die Flugtests wurden bis Anfang 1963 fortgesetzt, bevor der Hubschrauber im März 1963 für erste Tests an die Aeroflot übergeben wurde. Im Laufe der Tests wurden verschiedene Modifikationen vorgenommen, so wurde zur Reduzierung von Vibrationen der Vierblattrotor durch einen im Aufbau identischen Fünfblattrotor ersetzt. Auch der Heckrotor, das Enteisungssystem und das Triebwerkskontrollsystem wurden verändert.
Der im Sommer 1963 fertiggestellte dritte Prototyp W-8AT enthielt einige Änderungen, die sich aus den Flugtests ergeben hatten, und stellte das eigentliche Versuchsmuster für die zivile und militärische Transportvariante Mi-8T dar. So wurden unter anderem die bisherigen separaten seitlichen Türen für die Piloten durch Schiebefenster ersetzt, die Hecktore vergrößert und eine mit Kerosin betriebene Kabinenheizung in einer Verlängerung des externen Steuerbord-Kraftstoffbehälters installiert. Der im Mai 1964 fertiggestellte vierte Prototyp W-8AP diente von Beginn an als Testmuster für die spätere VIP-Version und für die spätere Passagierversion Mi-8P.
Nach den vier Prototypen wurde im November 1964 die Freigabe zur Serienproduktion empfohlen, im März 1965 erteilt, und Ende 1965 liefen die ersten Serienhubschrauber Mi-8P und Mi-8T in Kasan vom Band. Der Testpilot des ersten W-8A, Leschin, kam im Januar 1966 bei einem Testflug mit einer Mi-8 ums Leben, als sein Hubschrauber wegen Versagens des Heckrotors unkontrollierbar wurde und abstürzte.
Seit dieser Zeit wurden mehr als 12.000 Hubschrauber des Typs Mi-8 in mehr als 120 Versionen gebaut; der Hubschrauber wird ständig weiterentwickelt und ist immer noch in Serienproduktion. Hergestellt wurden die Mi-8-Versionen im Staatlichen Flugzeugwerk Nr. 387 in Kasan (mehr als 7.300 Stück) und im Staatlichen Flugzeugwerk Nr. 99 in Ulan-Ude (mehr als 3.800 Stück), UdSSR.
Antrieb und Flugwerk fanden Eingang in die Konstruktion des Kampfhubschraubers Mi-24. Die Mi-14 ist eine aus der Mi-8 entwickelte Marineversion, die am bootsähnlichen Schwimmrumpf (der einen separaten Waffenschacht u. a. für Torpedos und Wasserbomben besitzt) zu erkennen ist. Sie stellt jedoch aufgrund der kompletten Umkonstruktion des Rumpfes praktisch eine Neuentwicklung und damit ein unabhängiges Muster dar. Die Mi-38 basiert ebenfalls auf der Mi-8, hätte aber neben moderner Avionik mit westlichen Triebwerken ausgerüstet werden sollen.

## Konstruktion

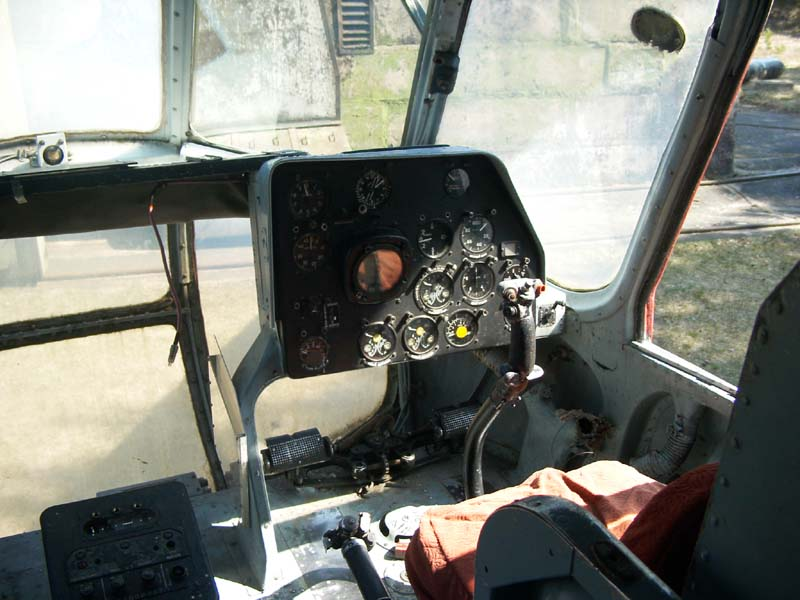
Mil Mi-8T der Interflug, Cockpit

Russische AFA 39 Luftbildkamera mit URAN Objektiv – 27; 2,5 / 10 cm; verwendet bei der Mil Mi-8

Der ursprünglich als Transporthubschrauber entwickelte Mil Mi-8 zeigte schnell seine Eignung für die verschiedensten Einsatzarten, etwa zur Bodenunterstützung mit Raketen und Kanonen auch in Kombination als Kampfhubschrauber. Er verfügt über eine Lastaufhängung, so dass er unter günstigen Bedingungen bis zu drei Tonnen heben kann. Zusätzlich gibt es eine Personenrettungswinde für Lasten bis zu 250 Kilogramm. Grundsätzlich unterteilte man die Mi-8 in drei Versionen: die Transportversion Mi-8T, die bewaffnete Transportversion Mi-8TW und die Variante mit Sonderausstattung Mi-8S.

### Rumpf
Der konventionell aufgebaute Rumpf besteht aus vier Sektionen (Vorder- und Mittelrumpf, Heckausleger und Heckrotorausleger) und wird in Ganzmetall-Halbschalenbauweise aus Duraluminium gebaut. Der Heckausleger ist für Wartungszwecke und den Transport abnehmbar. Die Cockpitsektion besaß ursprünglich fünf Fenster in der oberen Reihe und vier in der unteren, wobei die Konstruktion der unteren Reihe später infolge des Einbaus eines PKT-Maschinengewehrs, eines Wetterradars oder einer Panzerung variierte. Die drei mittleren Fenster der oberen Reihe bestanden aus optisch flachem Glas und enthielten ein elektrisches Enteisungssystem. Die beiden seitlichen Fenster der oberen Reihe waren als nach außen gewölbte Schiebefenster aus Plexiglas ausgelegt. Das Cockpit war mit drei Instrumentenpaneelen und einer doppelten mechanischen Flugsteuerung für die beiden Piloten ausgerüstet. Die Paneele waren dabei so angeordnet, dass sich durch die Fenster eine möglichst gute Rundumsicht ergab. Der Transport-/Passagierraum wurde durch eine zum Cockpit hin öffnende Tür abgetrennt, wobei der Flugingenieur im Gang zur Tür seinen Platz hatte. An der Außenseite des Rumpfes zwischen dem Cockpit und der Tür bzw. dem ersten Fenster befanden sich auf beiden Seiten je zwei Klappen zum Zugang zu den Akkumulatorenfächern des Hubschraubers.
Im Mittelrumpf befindet sich neben der Kabine auch die Triebwerksanlage. Bei den Transportversionen kann auf mitgeführten Spurbahnen auch ein PKW in den 5,34 m × 2,25 m × 1,8 m großen und für eine Beladung mit bis zu vier Tonnen ausgelegten Rumpf eingefahren werden. Eine Lastenaufnahme für bis zu 2,5 bis 3,0 t Last (je nach Version) befindet sich im Innenraum an vier Punkten an den Deckenspanten. Dies hat den Vorteil, dass die Last etwa am Schwerpunkt des Hubschraubers angreift und so die Pendelneigung um den Punkt der Lasteinleitung verringert wird. Das Lastseil wird durch eine Luke im Kabinenboden nach unten geführt. An der Tür befindet sich noch eine Seilwinde für eine Last zwischen 150 und 250 kg. Die Kabine der Versionen Mi-8P/Mi-8PS/Mi-172 ist 6,36 m lang, 2,05 m breit und 1,7 m hoch, die der Mi-8MTW-5 ist 6,36 m × 2,34 m × 1,80 m. Als Zugang zur Kabine dient eine im Notfall abwerfbare und nach hinten öffnende Schiebetür mit einer Größe von 1,4 m × 0,62 m auf der linken Seite. Neben dem militärischen Einsatz werden auch viele Mi-8 weiterhin für den zivilen Transport oder als VIP-Hubschrauber verwendet. Bei Letzteren kam zum Teil auch eine nach unten klappende Tür, die gleichzeitig als Einstiegstreppe diente, zum Einsatz. Bei einigen späteren Versionen wurde auf der rechten Seite eine Schiebetür eingebaut. Je nach Version befanden sich auf jeder Seite fünf bis sieben Fenster, wobei die Passagierversionen meist über rechteckige und die Transportversionen über runde Fenster verfügten. Am Heck befanden sich aus zwei Hälften bestehende und zur Seite öffnende und abnehmbare Hecktüren. Im geschlossenen Zustand stand im Rumpf eine Länge von 7,28 m zur Verfügung. Eine der beiden Hecktüren war wiederum mit einer kleineren Tür zur Evakuierung im Notfall ausgerüstet. An der Rumpfseite gab es Aufhängungspunkte für die Kraftstofftanks (anfangs 745 l links und 680 l rechts, später 1140 l links und 1030 l rechts), den Kabinenheizer und/oder eine Klimaanlage. Bei den militärischen Varianten kamen noch je nach Version verschiedene Außenlastträger dazu.
Der konische Heckausleger aus Metall mit kreisförmigem Querschnitt endet am im 45°-Winkel nach oben verlaufenden Heckrotorausleger mit dem Getriebe für den dreiblättrigen Heckrotor mit 3,9 m Durchmesser, 260 mm Blatttiefe und NACA-230M-Profil. Der Heckausleger trägt Stabilisierungsflächen aus Metall von 2,7 m Spannweite mit einem symmetrischen NACA-0012-Profil, die am Boden um 9° nach oben oder unten verstellt werden können. Bei militärischem Einsatz kann am Heckausleger ein Täuschkörperwerfer angebracht werden.

### Fahrwerk
Das dreibeinige und hydropneumatisch gefederte Fahrwerk ist nicht einziehbar, hat einen Radstand von 4,26 m und eine Spurweite von 4,5 m. Das Hauptfahrwerk ist mit einzelnen 86,5 cm × 28,0 cm großen pneumatischen gebremsten Rädern ausgerüstet. Das Bugradfahrwerk ist mit zwei 53,5 × 18,5-cm-Rädern doppelt bereift und besitzt weder Bremsen noch eine Steuerung (ohne Belastung rastet es in Flugrichtung ein). Der Hubschrauber wird am Boden durch unterschiedliches Bremsen des Hauptfahrwerkes gesteuert. Der Heckausleger (und damit der Heckrotor) wird von einem kleinen federnden Hecksporn vor Bodenberührung geschützt.

### Hauptrotor und Antrieb
Der Hauptrotor ist fünfblättrig und befindet sich direkt über den beiden parallel nebeneinander oberhalb der Kabine liegenden Antriebsturbinen. Er ist in der Draufsicht rechtslaufend (im Uhrzeigersinn) und verfügt über Schlag- und Schwenkgelenke mit hydraulischen Dämpfern. Die austauschbaren Blätter aus Aluminium mit Stahlvorderkanten und Enteisungssystem haben eine konstante Blatttiefe von 520 mm und ein NACA-23012-Profil. Die beiden bis auf die Anordnung des Abgasrohres baugleichen Antriebsturbinen sind so ausgelegt, dass ein Flug auch beim Ausfall einer Turbine unter Einschränkungen fortgesetzt werden kann, da die andere die zusätzliche Leistung zur Verfügung stellen kann. Als Antrieb kommen verschiedene Versionen des Isotow/Klimow TW2-117- oder TW3-117-Triebwerkes zum Einsatz, die zwischen 1500 und 2200 PS Startleistung zur Verfügung stellen und als Treibstoff Kerosin vom Typ T-1, TS-1 oder T-7P (JP-1 oder JP-4) verwenden. Hinter den Triebwerken ist das dreistufige Hauptgetriebe angebracht, hinter diesem wiederum der Nebenabtrieb für das Hydrauliksystem und der Hydraulikblock selbst. Das Hauptgetriebe untersetzt die maximale Eingangsdrehzahl der Triebwerke von 12.000/min in maximal 192/min für den Hauptrotor, 2.589/min für die Heckrotorwelle und etwa 6.000/min für das Gebläse der Ölkühler für Triebwerke und Getriebe. Das Heckrotorengetriebe hat ein Untersetzungsverhältnis von 2,3:1; die Heckrotordrehzahl beträgt etwa 1.124/min.

### Bordsysteme
Das Hydrauliksystem besteht aus einem Hauptsystem mit 45 kg/cm² Druck und einem Reservesystem mit 65 kg/cm², das im Notfall automatisch die Steuerung der Flugkontrollsysteme übernimmt. Das elektrische System arbeitet mit 12/48 Volt und wird von zwei 48-kW-Startergeneratoren GS-18TP und sechs 12-V/55-Ah-Bleiakkumulatoren versorgt. Die Elektronikausrüstung des Hubschraubers bestand aus einem Vierkanal-Autopiloten sowie diversen Flugsteuerungs- und Kommunikationssystemen wie Radiohöhenmesser, Doppler-Geschwindigkeitssensor, Radiokompass, UHF-Radio, IFF-Transponder, Radarwarnsystem S-3M Sirena und Flugdatenrekorder.

## Versionen

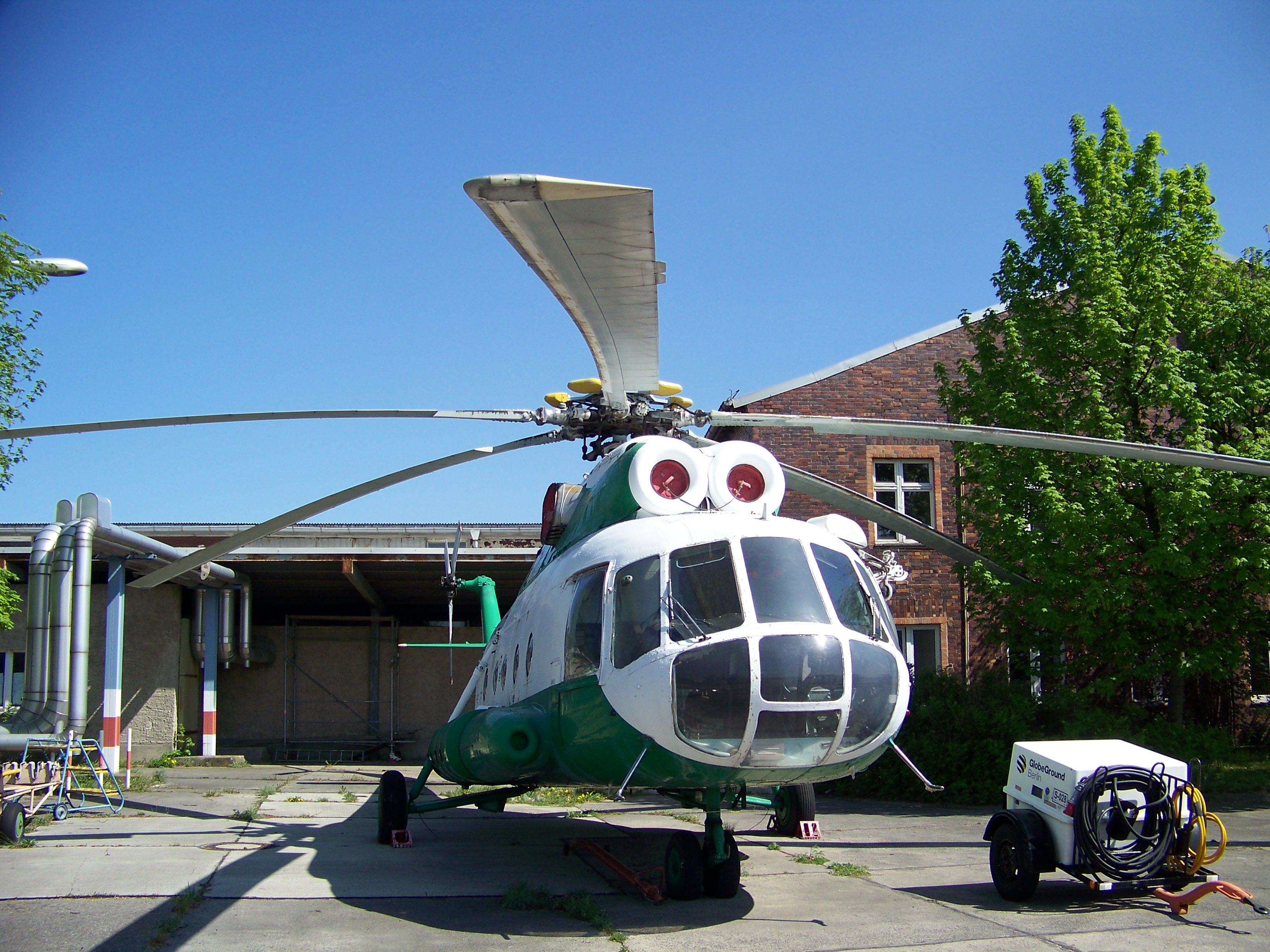
Mi-8T

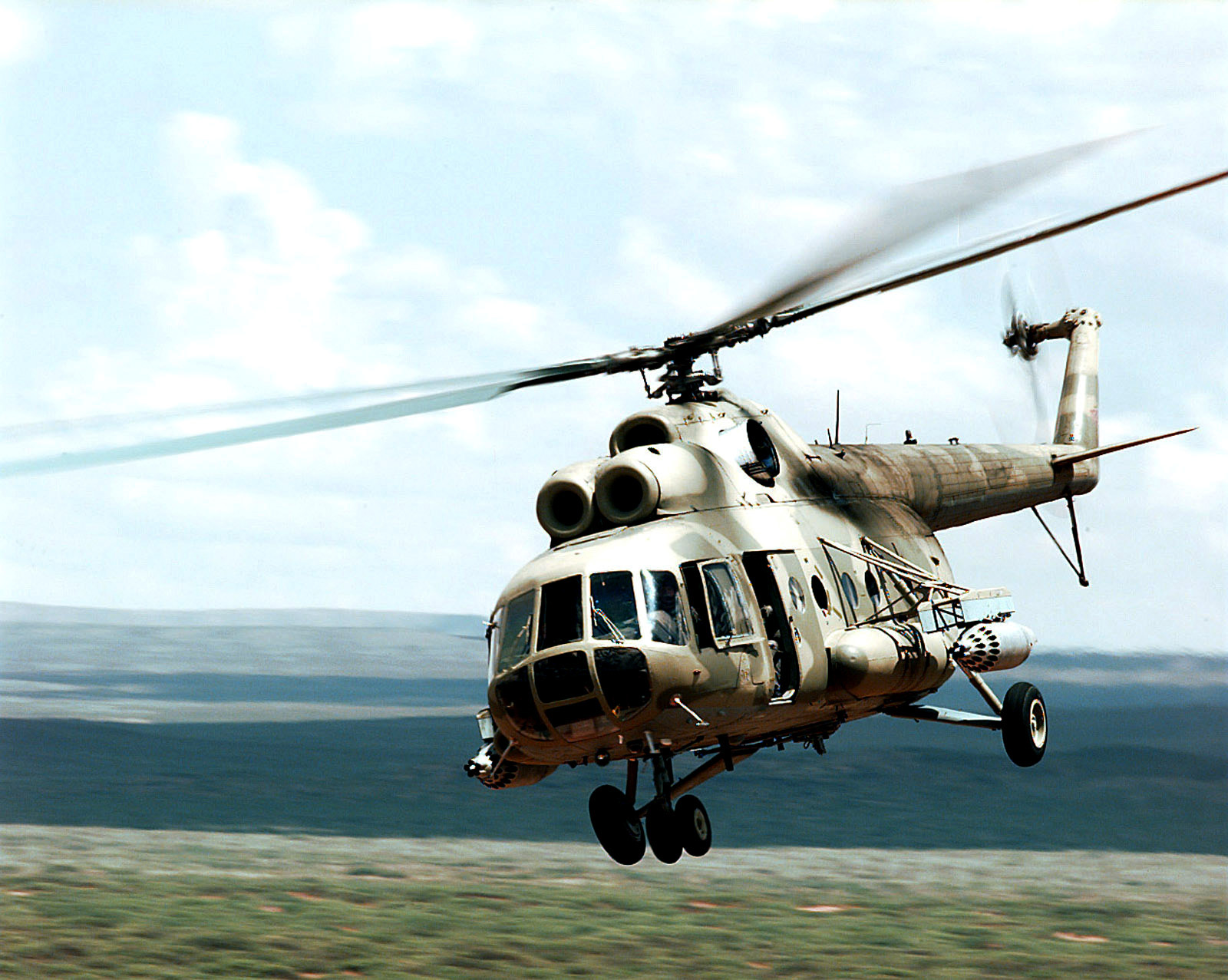
Mi-8TW

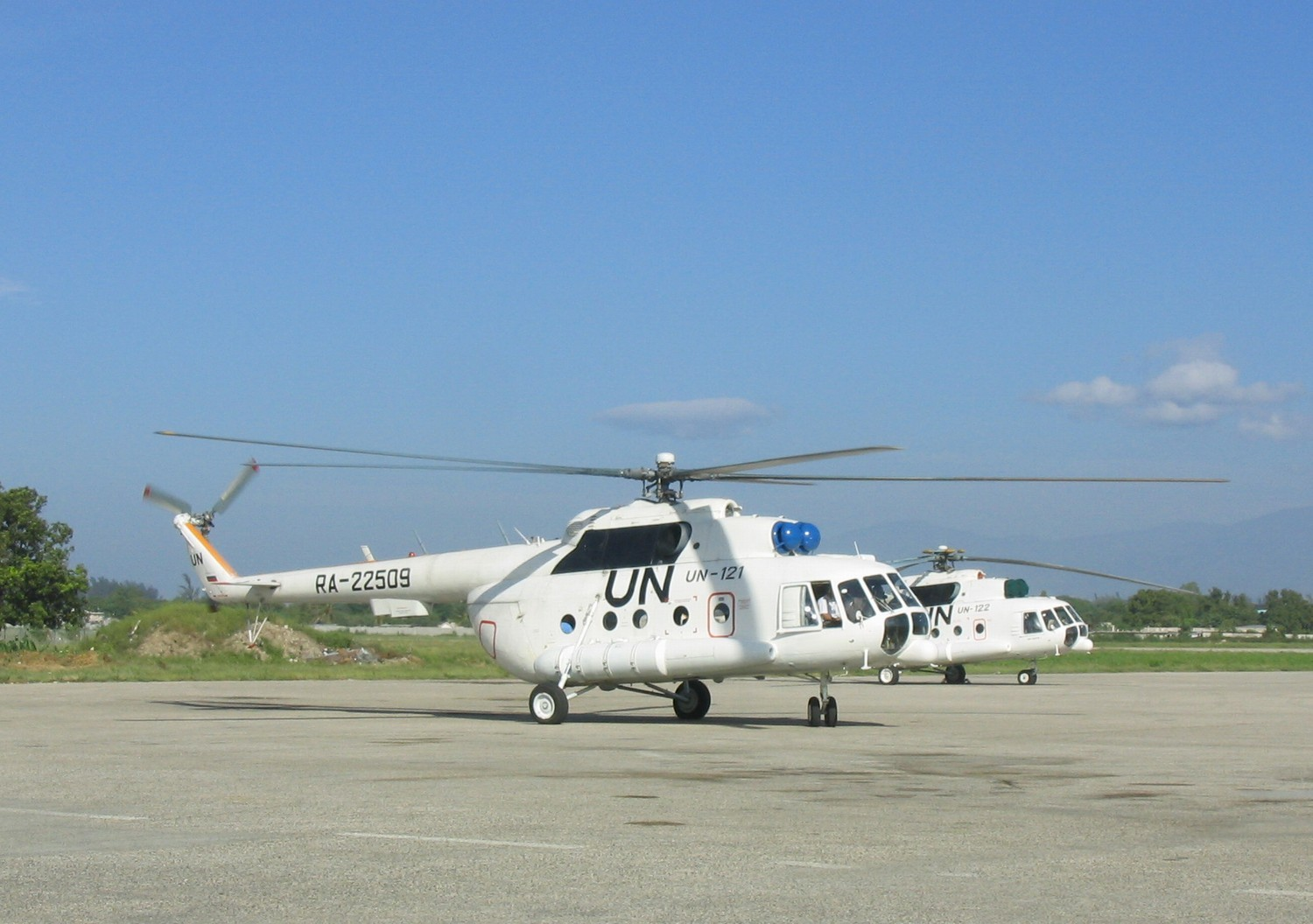
Mi-17 der UN-Friedenstruppen

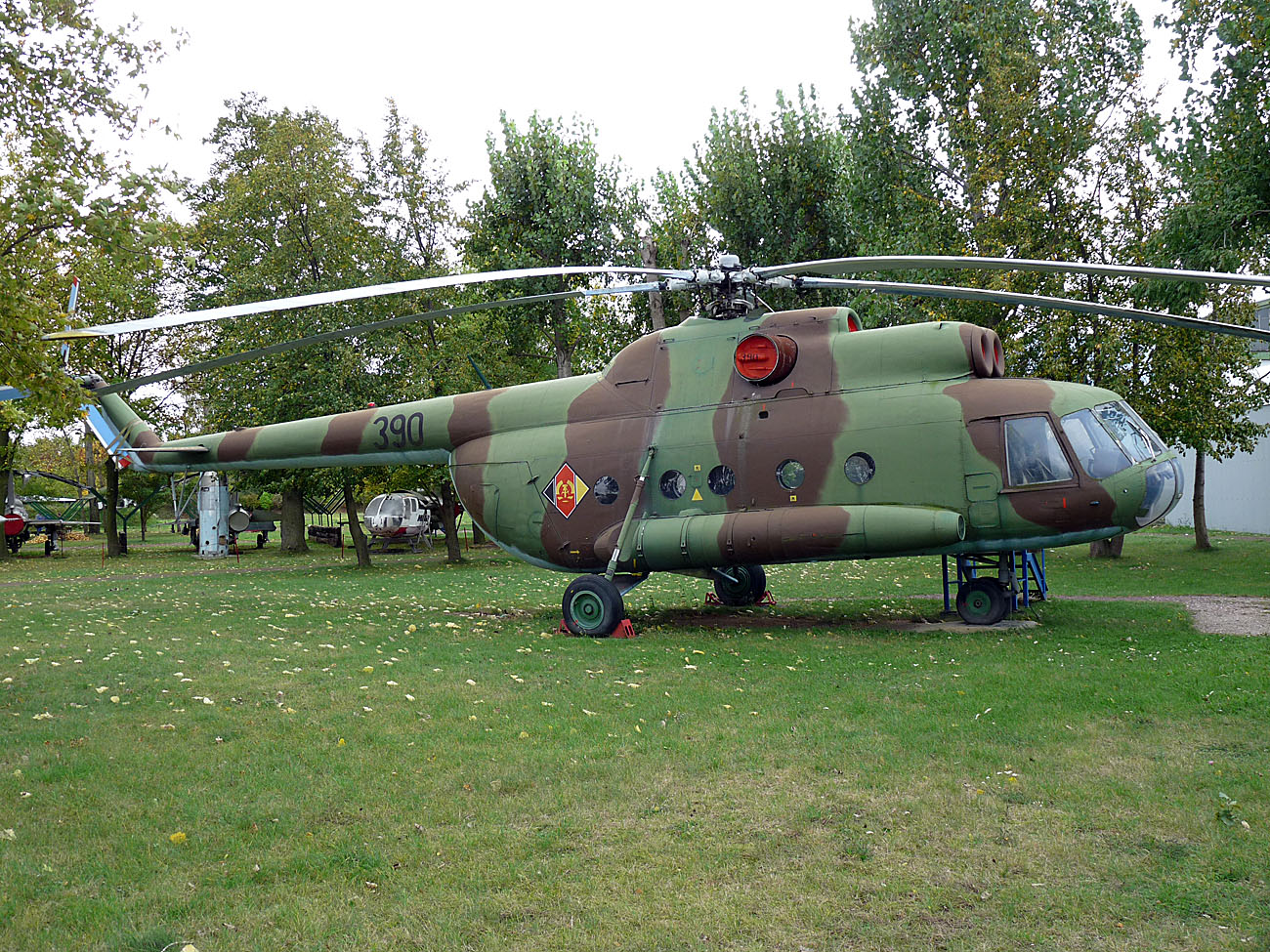
Mi-8T der ehemaligen NVA

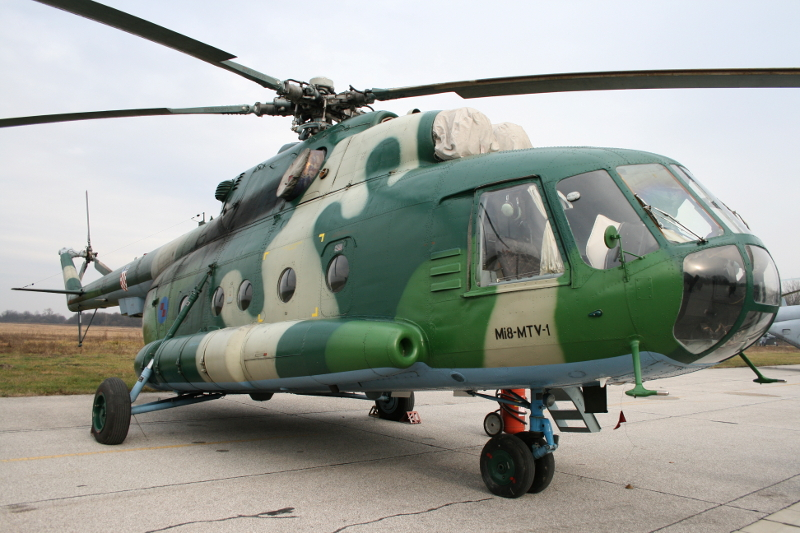
Kroatische Mi-8MTW-1

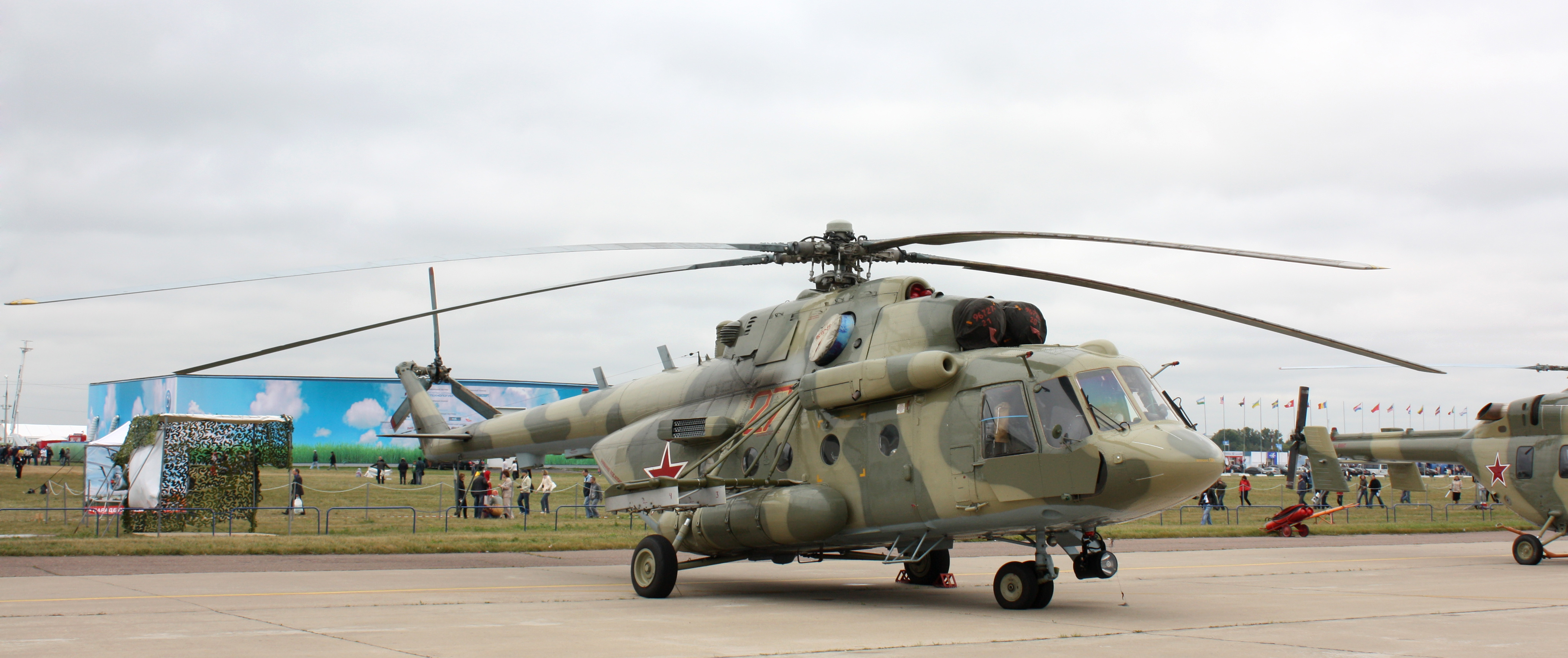
Russische Mi-8MTW-5

Insgesamt wurden mehr als 120 verschiedene Versionen produziert, die jeweils nach den verwendeten Triebwerken (TW2-117 oder TW3-117) in zwei Generationen unterschieden werden können. Zusätzlich zu dieser großen Anzahl an Versionen, die sich aus einer Vielzahl für spezielle Einsatzzwecke und als Versuchsmuster gebauter Maschinen ergibt, wurden einige exportierte Modelle (zum Beispiel die nach Indien und Finnland gelieferten) mit spezieller Ausrüstung wie einem Wetterradar nachgerüstet und danach mit einer eigenen Versionsbezeichnung versehen.

### Prototypen
- W-8 (NATO-Codename Hip-A): Prototyp mit einem AI-24W-Triebwerk, 2 Tonnen Nutzlast, 18 Sitzen und 450 km Reichweite. Er verfügte über zwei zusätzliche Türen für die Piloten.
- W-8A (Hip-B): Prototyp mit zwei TW2-117-Triebwerken und 20 Sitzen.
- W-8AT: Prototyp für die Mi-8T, jedoch mit rechteckigen Fenstern
- W-8AP: Prototyp für die Mi-8P

### Serienhubschrauber
- Mi-8T (Hip-C): Die zivile Version wurde 1969 auf der 27. Pariser Luftfahrtschau zuerst öffentlich ausgestellt. Die Transportversion ist mit Isotow-TW2-117-Triebwerken und runden, nach innen und oben öffnenden, Fenstern ausgerüstet. Durch diese konnten bei den militärischen Versionen die Soldaten ihre Maschinenpistolen einsetzen. Die Türen der Laderampe hatten gegenüber dem Prototyp nun dreieckige nach innen in die Türen faltbare Unterkanten, um die Be- und Entladung zu erleichtern. Gut sichtbar unter dem Heckausleger ist der Doppler-Geschwindigkeitssensor DISS-2 angebracht. Der Hubschrauber kann intern bis zu 4 Tonnen oder extern 3 Tonnen transportieren. Im Rumpf sind Sitze für 24 Passagiere oder 12 Bahren installiert. Die ab den 1980er-Jahren produzierten Mi-8AT entsprachen den Mi-8T, waren aber mit verbesserten 1700 PS Startleistung liefernden TW2-117AG-Triebwerken ausgerüstet, die auch eine längere Lebensdauer erreichten. Diese Maschinen wurden vor allem in Regionen mit „Hot and high“-Anforderungen geliefert. Auch andere Versionen der Mi-8 (wie die Mi-8AP) wurden mit diesen Triebwerken ausgerüstet. Als Mi-8TP wurden Versionen mit neuem Triebwerk und der Umrüstmöglichkeit zwischen Transport- und Passagierversion bezeichnet. Auch die ab den 1990er-Jahren produzierten Mi-8TM besaßen die neuen Triebwerke, wurden jedoch mit weiteren Verbesserungen wie einem „Kontur“-Wetterradar anstelle des unteren mittleren Cockpitfensters ausgerüstet. Die Produktion der Mi-8T endete in Kasan 1986, im anderen Werk 1999.
- Mi-8P (Hip-C): Passagierversion für 28 bis 32 Passagiere. Sie unterschied sich vom Prototyp W-8AP hauptsächlich durch als zusätzliche Notausgänge ausgelegte hintere Kabinenfenster sowie das Fehlen der kleinen Seitenfenster an den Schiebefenstern der Piloten. Die Basisversion besaß 28 Sitze (sieben Reihen zu je zwei Doppelsitzen), wobei später auch komfortablere 20-, 24- und 26-sitzige Versionen gebaut wurden. International wurde der Hubschrauber zuerst im Juni 1965 in Paris ausgestellt. Die Mi-8P wurde bis etwa 1993 hauptsächlich in Kasan gebaut.
- Mi-8PS bzw. Mi-8S (Hip-C): Salonversion mit rechteckigen Fenstern und einem KO-50-Kabinenheizer an der Steuerbordseite, die je nach der Anzahl der Sitze (7, 9 oder 11) und der Innenausstattung auch als Mi-8PS-7, Mi-8PS-9 oder Mi-8PS-11 bezeichnet wurden. Viele wurden mit zusätzlicher Kommunikationstechnik ausgerüstet, die im Laufe der Produktion stetig verbessert wurde. Manche der ab 1969 gebauten Maschinen unterschieden sich von der vorherigen Version hauptsächlich durch ein fehlendes Fenster auf der linken Seite und den Ersatz der Schiebetür durch eine nach unten klappende Tür, die auch als Treppe diente. Dadurch entstand der Platz für den Einbau eine Klimaanlage. Die Maschinen verfügten auch über eine verbesserte Geräuschdämmung, Vibrationsdämpfer zwischen den Rotorblättern und teilweise auch über eine Inneneinrichtung mit Sesseln, Tischen und einer Toilette. Es wurde auch eine besonders für lange Flüge vorgesehene sechssitzige Version gebaut. Einige Mi-8S entstanden auch auf Kundenwunsch als Umbau aus einer Mi-8T. Die Bezeichnung als Mi-8S oder als Mi-8PS variiert teilweise nicht nachvollziehbar, wobei vor allem die ab 1974 gebauten Maschinen als Mi-8S bezeichnet wurden. Ende der 1970 wurden die Maschinen mit stärkeren Triebwerken TW2-117F ausgerüstet, die 1700 PS Startleistung anstelle der 1500 PS der bisherigen Triebwerke erbrachten. Da die erste so ausgerüstete Maschine 1980 an die japanische Firma Aero Asahi ausgeliefert wurde, erhielt diese Version die Bezeichnung Mi-8PA (A für Asahi).
- Mi-8MB: 1973 aus der Version Mi-8T entwickelte Spezialversion zur Evakuierung von Opfern von Atomwaffenangriffen.
- Mi-8AW / Mi-8WSM: 1975 aus der Mi-8T entwickelte Version zur Verlegung von Panzerminen. Die Mi-8AD wurde 1978 entwickelt und diente der Verlegung von Antipersonenminen.
- Mi-8R / Mi-8GR / Mi-8TARG: Mitte der 1970er-Jahre entwickelte Aufklärungsversionen. Für die Artilleriebeobachtungs- und Gefechtsfeldüberwachungsversion Mi-8TARG mit TV-System wurde zum Teil auch die mehrfach genutzte Bezeichnung Mi-8TG verwendet. Sie war mit Kameras mit 1000 mm oder 1300 mm Brennweite im zweiten Fenster auf der Steuerbordseite und einer On-Bord-Entwicklungsmaschine ausgerüstet.
- Mi-8WKP und Mi-8WZPU (Hip-D): In den frühen 1970er-Jahren aus Standard-Mi-8T zur taktischen Gefechtsfeldüberwachung und Gefechtsführung (Aufgaben ähnlich wie bei der späteren Mi-9) umgebaute Maschinen. Sie können an zwei als „Handtuchhalter“ verspotteten Antennen auf dem vorderen Teil des Heckauslegers und fest an den Waffenträgern angebrachten Elektronikpods identifiziert werden.
- Mi-8TW (Hip-E): Erste als Unterstützungs- und Kampfhubschrauber vorgesehene Version, die ab 1968 produziert wurde. Sie trug anfangs die für die Mi-4AW entwickelte Außenlastträger mit vier Pylonen für vier UB-16-57U-Raketen-Pods oder Bomben mit bis zu 500 kg Gewicht. Im mittleren Fenster der unteren Reihe der Cockpitverglasung wurde bei einigen Hubschraubern ein PKT-Maschinengewehr mit 7,62 mm Kaliber beweglich eingebaut. Gezielt wurde mit einem einfachen am Rohr angebrachten Fadenkreuz. Die entsprechenden Befestigungsmöglichkeiten für den Außenlastträger waren auch an alle Mi-8T vorhanden, so dass diese im Notfall umgerüstet werden konnten. Diese Möglichkeit wurde von einigen Exportländern genutzt. Diese Exemplare wurden im Westen noch als „Hip-C“ bezeichnet. Die ab 1974 gefertigten Exemplare verfügten über geänderte Außenlastträger für bis zu sechs UB-32-Raketenbehälter und vier an der Oberseite des Auslegers angebrachte 2K8-Falanga-Panzerabwehrlenkwaffen, die vom Copiloten über ein kreiselstabilisiertes Visier gelenkt wurden. Die Mi-8TW wird häufig mit der Mi-8TB verwechselt, was durch den kyrillischen Buchstaben „В“ (=„W“) zustande kommt. Die Mi-8TB stellte eine mit zusätzlicher Panzerung versehene Mi-8 dar.
- Mi-8TWK (Hip-F): Exportversion der Mi-8TW mit sechs 9M14-Maljutka-Panzerabwehrlenkraketen anstelle der vier 2K8 und beweglichem 12,7-mm-MG im Bug.[3]
- Mi-8TS: Ab 1977 produzierte Version zur Versorgung mit Treibstoff.
- Mi-8TL: Ab 1977 produzierte Version zur Feuerbekämpfung.
- Mi-9 (Hip-G): auch als Mi-8IW bezeichnete Variante als fliegender Befehlsstand (Luftbewegliche Führungsstelle) mit runden Fenstern (wie Mi-8T) und kleiner Hecktür der Mi-8P. Die Elektronik wird am Boden von einer Ai-9-Gasturbine mit 24-kW-Generator mit Strom versorgt. Der Prototyp wurde 1977 in Ulan-Ude gebaut und 1978 begann die Serienproduktion.
- Mi-8TG: Version zum Betrieb mit Flüssiggas für das entsprechend modifizierte Triebwerk mit der Bezeichnung TW2-117TG. Das entsprechende Forschungsprogramm wurde am 6. März 1979 vom sowjetischen Ministerrat beschlossen und in Zusammenarbeit mit verschiedenen Instituten umgesetzt. Eine Mi-8T wurde 1987 in den Prototyp umgebaut, der am 7. September 1987 seinen Erstflug hatte. Dazu wurden an von der Mi-8TW übernommenen Außenlaststationen vier kleine Metalltanks für flüssiges Methan angebracht. Später wurden diese durch je zwei große Tanks ersetzt.
- Mi-8SMW (Hip-H): 1971 wurde aus der Mi-8T eine ECM-Version (Elektronische Gegenmaßnahmen) entwickelt, welche die erste einer Reihe von ECM-Versionen war. Sie trug den Smalt-ECM-Komplex, der von außen durch eine Antenne zu erkennen ist, die das zweite und das letzte Kabinenfenster auf beiden Seiten ersetzt. Die Serienproduktion in Ulan-Ude begann 1977. Die Version wurde im Laufe der Zeit mehrfach verbessert.
- Mi-8PP / Mi-8PPA (Hip-K): 1974 entwickelte ECM- und Signalaufklärungsversion mit jeweils sechs kreuzförmigen Antennen an den Rumpfseiten anstelle des letzten Kabinenfensters, einer Antenne anstelle des ersten Kabinenfensters und sechs parallel angeordneten Kühlern unter dem Rumpf, die zum Polje-ECM-Komplex gehörten. Die Serienproduktion begann wie die der Mi-8SMW 1977 in Ulan-Ude. Die Mi-8PPA enthielten den weiterentwickelten Akazie-ECM-Komplex.
- Mi-8MT / Mi-17 (Hip-H): Augenscheinlichster Unterschied ist neben den leistungsstärkeren neuen Triebwerken Klimow TW3-117 und vielen technischen Verbesserungen die Position des Heckrotors. Er wurde bei der Mi-8MT/Mi-17 auf die Backbordseite gesetzt (links in Flugrichtung) und bläst dadurch nicht mehr gegen den Heckausleger, was seine Effektivität stark erhöht. Schon 1964 begann die Entwicklung einer als Mi-8M bezeichneten Version mit erhöhter Startmasse und einer Nutzlast von mehr als 4 Tonnen. Durch die Verlängerung des Rumpfes vor und hinter dem Hauptrotor wurde auch die Sitzkapazität auf 40 erhöht. Zum Ausgleich sollten die stärkeren Triebwerke TW3-117 der in Entwicklung befindlichen Mi-14 und Mi-24 eingesetzt werden, die auch die schlechte Hot-and-High-Leistung verbessern sollten, da die der bisherigen Mi-8 sogar hinter der Mi-4 und vielen westlichen Modellen zurücklag. Im November 1967 wies das Zentralkomitee die Entwicklung der Maschine an, die jedoch schleppend verlief, da die Notwendigkeit einer Verbesserung nicht dringend erschien. So begann die letzte Entwicklungsphase erst 1971, wurde jedoch nicht abgeschlossen. Erst mit der Ausmusterung der Mi-4 wurde der Bedarf an einer Maschine mit vergleichbaren Hot-and-High-Fähigkeiten größer. So wurde dann ein Zwischenschritt eingeschoben, der nur die Triebwerke, die hinter dem Hauptgetriebe eingebaute und quer zur Flugrichtung eingebaute Iwtschenko AI-9W APU und das Hauptgetriebe der Mi-14 umfasste, was an den nun ovalen Triebwerksauslässen erkennbar war. Im Sommer 1975 wurde dieser Entwurf in Mi-8MT umbenannt, der dann in Form eines Umbaus aus einer Mi-8TW Mk.2 am 17. August 1976 seinen Erstflug hatte. Die Serienproduktion der neuen Version startete 1977 im Werk in Kasan. Für längere Zeit wurden in Kasan auch noch die älteren Mi-8-Modelle weiter produziert. Erst mit dem Einmarsch sowjetischer Truppen in Afghanistan und den dort notwendigen Hot-and-High-Fähigkeiten der eingesetzten Hubschrauber wurde die Anzahl der gefertigten Mi-8MT stark gesteigert. Der Hubschrauber wurde im Laufe der Produktion mehrfach verbessert, so wurde ab 1978 das verbesserte TW3-117MT-Triebwerk eingesetzt. Auch die Erfahrungen des Afghanistan-Krieges flossen ein. So wurde die Tür in den Hecktoren vergrößert, um daraus auch Maschinengewehre zur Selbstverteidigung einsetzen zu können, Staubabscheider für die Triebwerke entwickelt und eine zusätzliche interne und externe Panzerung des Cockpits bei einigen Versionen eingerüstet. Zusätzlich konnte ein 7,62-mm-PKT-Maschinengewehr in der Nase und zwei oder vier weitere auf den Außenlaststationen installiert werden. Bei einigen Maschinen wurden auch 12,7-mm-Maschinengewehre NSW oder der 30-mm-Granatwerfer AGS-17 Plamja in der Seiten- oder Hecktür verbaut. Zusätzlich konnten an den Außenlaststationen auch 23-mm-Kanonenpods UPK-23-250, Bomben, Raketen und weitere Bewaffnung mitgeführt werden. Zur Abwehr von schultergestützten Luftabwehrraketen konnten ab 1984 auch Abluftmischer an den Triebwerken und anstelle des einzelnen Chaff/Flare-Werfers unter dem Heckausleger sechs Stück an den Rumpfseiten in der Nähe der Triebwerksauslässe installiert werden. Auch ein aktiver optoelektronischer infrarot-Störsender L-166V-11E wurde an den Seiten hinter dem Hauptrotor eingebaut. Dazu kamen diverse weitere Änderungen zur Verbesserung der Überlebensfähigkeit und der Zuverlässigkeit und Wartbarkeit. Ab 1986 wurden dann in Kasan nur noch Versionen der neuen Mi-8-Generation gefertigt, wobei ab 1983 auch zivile Maschinen produziert wurden. Die Bezeichnung Mi-17 gilt für die Exportvariante der Mi-8MT, die erstmals 1981 auf der Pariser Luftfahrtschau gezeigt wurde. Diese Bezeichnung wurde nur für unbewaffnete Exportvarianten gewählt.
- Mi-17P / Mi-17S: Passagierversion der Mi-17 für den Export mit einem ähnlichen Layout wie die Mi-8P, aber mit runden Fenstern und großer Hecktür. Als Mi-17S, Mi-8S-2, Mi-8MD, Mi-8MS, Mi-8MO und weiteren wurden von der Mi-8MT auch eine Reihe von VIP-Versionen gebaut.

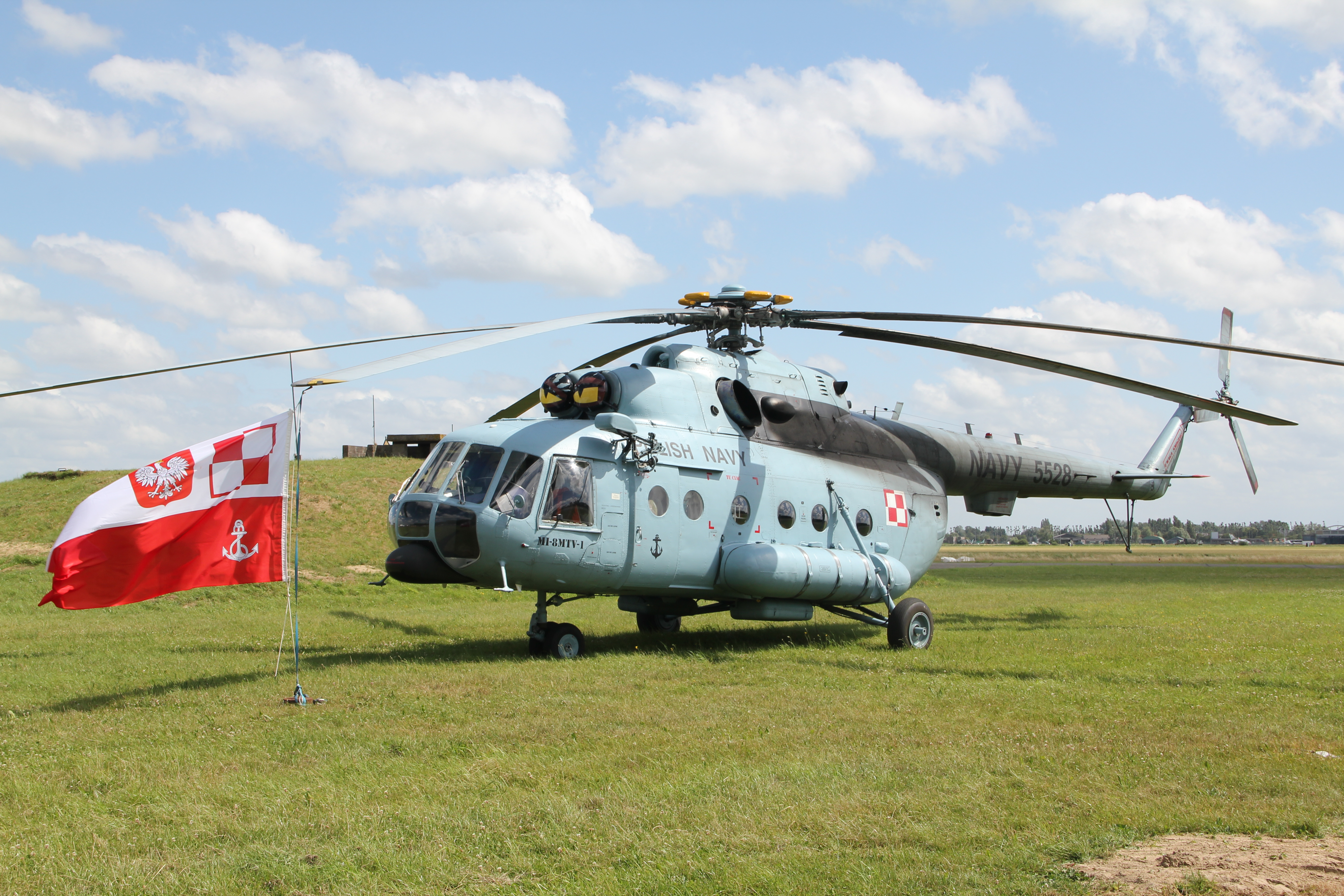
Mi-8MTW-1 der polnischen Marine

- Mi-8MTW-1 der polnischen MarineMi-8MTW-1: Erste Version mit der mehrfach verwendeten Bezeichnung Mi-8MTW. Diese war eine Mi-8MT als Feuerlöschhubschrauber mit angehängtem 2-m³-Wassertank und Platz für 20 Feuerbekämpfer. Ebenfalls zur Feuerbekämpfung diente die 1983 vorgestellte Mi-8MTL.
- Mi-8MTI / Mi-13: ECM-Version der Mi-8MT mit großen rechteckigen Antennengehäusen ähnlich der Mi-8PP an den Rumpfseiten. Die Mi-8MTP, Mi-8MTPB (HIP-K) und Mi-8MTSch sind ebenfalls ECM-Versionen, die sich in der Anbringung der Antennen und der Ausstattung unterschieden. Die ähnliche Exportversionen hießen zum Beispiel Mi-8PGE; Mi-17PG, Mi-17PP und Mi-17TB.
- Mi-18: Prototyp für die zweite Entwicklungsstufe zum eigentlichen Mi-8M. 1977 begannen die Arbeiten an dieser Version, im April 1978 wurden die Spezifikationen offiziell bestätigt und der Entwicklungsauftrag genehmigt. Beim ersten – aus einem Mi-8MT umgebauten – Prototyp wurde die Kabine vor und hinter dem Schwerpunkt jeweils um 25 cm sowie in der Sektion 13 des Rumpfes um weitere 68 cm verlängert, was das Erscheinungsbild des Hubschraubers stark veränderte. Die Sitzanzahl konnte so auf bis zu 36 vergrößert werden. Zusätzlich wurde auch die Avionik komplett überarbeitet, der Antrieb (WT3-117MT mit 1900 PS Startleistung) jedoch unverändert von der Mi-8MT übernommen. Der Prototyp startete 1979 zu ersten Testflügen und wurde 1980 einer Regierungskommission vorgestellt. Es zeigte sich jedoch, dass der verlängerte Rumpf zu strukturellen Problemen führen könnte. Da sich diese durch die im Afghanistan-Krieg notwendigen Zusatzpanzerungen am Cockpit und die zusätzliche Bewaffnung am Hecktor noch verschärfen würden, fand dieser Entwurf keine Zustimmung. Stattdessen wurde im Mai 1981 ein zweiter Entwurf mit einem geänderten Aufbau gefordert. Bei diesem wurde auf den Einschub am Schwerpunkt verzichtet, dafür aber der Einschub an der Sektion 13 auf 102 cm vergrößert, so dass die Kabine nun eine Größe von 6,34 m × 2,34 m × 1,80 m hatte. Die dadurch verursachte Schwerpunktänderung wurde mit der Zusatzpanzerung am Cockpit ausgeglichen. Gleichzeitig wurde auch der Rumpfaufbau komplett neu konstruiert, wodurch dieser steifer und vibrationsärmer wurde. Auch ein Einziehfahrwerk, andere Hecktüren und ein größerer Heckrotor wurde eingebaut sowie der Einbauort des Kabinenheizers unter den Rumpf verlegt. Die maximale Startmasse vergrößerte sich so auf 13,5 t und die maximale Nutzlast auf 5 t. Der Mi-18 Mk II genannte Prototyp (ebenfalls ein Umbau aus einem Mi-8MT) hatte am 26. April 1984 seinen Erstflug mit den Testpiloten N. A. Zhen und W. T. Dworjankin an Bord. Der Start der Serienproduktion wurde für 1985 empfohlen, aber geänderte Ziele wegen der beginnenden Perestroika führten zu einer Verzögerung, so wurden erst 1987 die (erstmals mit CAD erstellten) Baupläne an die Herstellerwerke übergeben. Inzwischen hatte sich die Lage in der Sowjetunion allerdings so geändert, dass die Führung des Landes nun Hubschrauber forderte, die auch auf dem Weltmarkt erfolgreich sein konnten. Dies brachte das Herstellerwerk in Kasan dazu, die Serienfertigung einer weiteren Mi-8-Version abzulehnen und auf die Einführung der geplanten Mi-38-Version zu warten, die ironischerweise vom Entwicklungsbüro des Herstellerwerkes Kasan selbst auf Basis vieler Konstruktionsdetails der Mi-18 entwickelt wurde. So wurden nur die beiden Prototypen der Mi-18 gebaut, aber nie Abnahmetests durchgeführt und auch nie die Serienproduktion aufgenommen. Der zweite Prototyp wurde später für Spezialeinsätze stark umgebaut.
- Mi-19: Version als fliegender Befehlsstand, der die Ausrüstung der Mi-9 mit der Antriebstechnik der Mi-8MT kombiniert. Mi-19 wurde ab 1987 produziert. Die Version Mi-19R ist eine Version der Mi-19 für die strategischen Raketentruppen.
- Mi-8MTKO: Nachtflugfähige Version der Mi-8MT, die am 15. August 1999 zum ersten Mal gezeigt wurde.
- Mi-8MTW: Version der Mi-8MT mit stärkeren TW3-117MT-Triebwerken für bessere „Hot and High“-Fähigkeiten und Verbesserungen aus den Erkenntnissen des Afghanistan-Krieges wie einer Cockpitpanzerung, innen ausgeschäumten Tanks, sechs statt vier Chaff-/Flare-Werfern, PKT-Maschinengewehr in der Rumpfnase und anderen Änderungen für eine bessere Überlebensfähigkeit im Kampf. Die Mi-8MTW-1 war die zivile Variante dieser Version mit Wetterradar in der Bugnase. Beide Versionen wurden ab 1998 in Kasan gebaut. Die Mi-8MTW-2 ist eine noch stärker gepanzerte militärische Version der Mi-8MTW, die zusätzlich über ein Wetterradar unter der Bugnase und eine geänderte Verteidigungsausrüstung verfügt. Die Mi-8MTW-3 erhielt die stärkere Panzerung und das Wetterradar der Mi-8MTW-2, aber kein PKT-Maschinengewehr in der Nase und nur vier Außenlaststationen. Von diesen Versionen wurden auch verschiedene Derivate als VIP-Transporter, fliegender Kran (Mi-8MTW-K) und Rettungshubschrauber (z. B. Mi-8MPS = Mi-8MTWMPS für die Suche nach rückkehrenden Raumfahrern der Sojus-Missionen) gebaut. Die Mi-17-1W war eine ab 1982 produzierte Exportvariante der Mi-8MTW. Die in Ulan-Ude gebauten Versionen der Mi-8MTW bekamen die Bezeichnung Mi-8AMT, deren in der Elektronik leicht geänderte und mit Wetterradar ausgerüstet Exportvarianten wurde als Mi-171 vermarktet. Die mit Mi-171Sch bezeichneten Maschinen sind mit TW3-117WM-Triebwerken ausgerüstet.
- Mi-8MTW-5 / Mi-17MD: Ab 1995 gebaute Version auf Basis der Mi-8MTW-3 mit neuer Elektronik einschließlich neuen Navigationssystemen, einer zusätzlichen Schiebetür auf der Steuerbordseite, einem umgestalteten stromlinienförmigen Bug ohne untere Cockpitfenster und einem geänderten Heck mit einer hydraulisch ausfahrbaren Laderampe. Der Hubschrauber verfügte über 36 bis 40 Sitzplätze und Einbaumöglichkeiten für vier Zusatztanks mit zusammen 1660 l in der Kabine. Ab 1997 wurde eine Version mit geänderter Heckrampe angeboten. Der Export begann 1999, wobei auch Maschinen für die russische Armee gebaut wurden. Die Variante Mi-8MTW-5-1 erhielt zusätzlich noch eine neue Funkausrüstung (KSS-28N-2).
- Mi-172: Die aktuellen Modellbezeichnungen variieren nach Herstellungswerk, Triebwerk und anderem, sodass für einige Maschinen Bezeichnungen wie Mi-171[4] (z. B. für an die tschechische Armee gelieferte Maschinen) und Mi-172[5] benutzt werden. Die Mi-172 wurde ab 1991 vom Werk Kasan als 26-sitziger Passagierhubschrauber ähnlich der Mi-8P basierend auf dem Mi-8MTW angeboten. Er erhielt 1994 eine US-FAR-Pt29-Zulassung. 1999 wurde eine VIP-Version für den ruandischen Präsidenten, 2003 eine für den russischen Präsidenten Wladimir Putin gebaut. Die Mi-172AG erhielt die 2000 PS starken TW3-117WMA-SB3-Triebwerke.
- Mi-17KF Kittiwake: Version auf Basis der Mi-8MTW mit westlicher Avionik (z. B. Glascockpit Honeywell EDZ-756). Der Vertrag mit der kanadischen Firma Kelowna Flighcraft wurde 1996 unterzeichnet und der erste Prototyp startete 1997 zum Erstflug.
- Mi-8MTW-6, Mi-8MTW-7, Mi-8AMTSch-W: Versionen mit WK-2500-Triebwerk (= TW3-117WMA-SB3). Bei der -7 kamen noch Rotorblätter aus Verbundwerkstoffen dazu. Die Mi-8AMTSch-W wurde Anfang 2016 in Syrien erstmals in einer Version gesichtet, die auch das Selbstschutzsystem L-370E8 Witebsk trugen. Diese arbeitet mit vier Lenkwaffensensoren im UV-Bereich und drei Infrarot Störsendern. Die Mi-8AMTSch-WA wurde speziell für den Einsatz in der Arktis entwickelt. Sie verfügt neben einer verbesserten Heizung für die Kabine über Heizungen für Triebwerk und Getriebe, eine bessere Wärmedämmung für Cockpit und Kabine sowie über Schläuche aus Teflon für Hydraulik und Kraftstoff. Ebenfalls überarbeitet wurde die Avionik, die nun einen Autopiloten, Nachtsichtgeräte und verbesserte Navigationsgeräte mit redundanten GPS-Empfängern enthält.[6]
- Mi-171M/Mi-171A2/Mi-8AMTSch-2/Mi-171A3: Version auf Basis von Neuentwicklungen für die Mi-28N und Mi-38. Dazu wurden neben der Avionik auch der Frachtraum leicht vergrößert und neue Rotorblätter aus Kompositwerkstoffen eingebaut. Die Mi-171A2 ist die zivile Version des Hubschraubers. Der Prototyp OP-1 hatte im November 2014 seinen Erstflug. Der Prototyp ist vor allem für die Versuche mit dem neuen Avioniksystem KBO-17 vorgesehen, das vom Instrumenten-Entwicklungs- und Fertigungsbetrieb in Uljanowsk (Teil von KRET) entwickelt wurde. Es umfasst auch große Farbbildschirme und ermöglicht eine Zweimann- anstelle der bisherigen Dreimannbesatzung. Ergänzt werden kann das KBO-17 durch ein Enhanced Vision System (TV und Infrarotkamera). Als Triebwerke kommen die WK-2500PS-03 von Klimow und ein neuer Hauptrotor mit Blättern aus Verbundwerkstoffen sowie ein Heckrotor in X-Form (der bereits im Versuchsträger Mi-171LL im Flug erprobt wurde) zum Einsatz.[7] Die Musterzulassung für Russland wurde im August 2017 erreicht, die für Südkorea im September 2020. Die Neuerungen ermöglichten es, die Manövrierfähigkeit zu verbessern und das Gesamtgewicht des Rotorsystems zu senken. Außerdem stiegen die Reise- und die Höchstgeschwindigkeit um 20 % bei gleichzeitig größerer Reichweite.[8][9][10] Der Mehrzweckhubschrauber Mi-171A3 soll in der Erdölindustrie eingesetzt werden und erfüllt die Standards der International Association of Oil and Gas Producers (IOGP) sowie die hohen Sicherheitsanforderungen für Überwasserflüge. Die Entwicklung begann 2018 und Mitte Dezember 2021 startete der erste Hubschrauber dieser Version zu seinem Erstflug.[11]
- Mi-8AMTSch-WA: Ein für die russische Marine speziell entwickelte bewaffnete Version, auf Basis der Mi-8AMTSch-Variante, für Regionen der Arktis. Die Hubschrauberversion wurde für besonders niedrige Temperaturen bis zu -60 Grad Celsius entwickelt, indem ein Hilfsaggregat, TA-14 aus erstmals russischer Produktion, für den Start der Triebwerke unter den niedrigen Temperaturen zuständig ist (davor wurden diese Hilfsaggregate aus ukrainischer Produktion importiert). Der Hubschrauber verfügt unter anderem über eine verstärkte Wärmedämmung.
- Mi-17 IFR: Upgradeversion für ältere und neue Mi8-/Mi17-Hubschrauber des südafrikanischen Unternehmens Advanced Technologies and Engineering (ATE) bei dem unter anderem Gewichtsreduktionen und Verbesserungen der Avionik durchgeführt werden. Die Titan-Rotoren werden gegen Eigenentwicklungen aus Verbundstoffen ersetzt. Das Unternehmen hatte dazu im Jahr 2006 umfassende Verträge mit Mil, Rosvertol und dem Kasaner Hubschrauberwerk abgeschlossen, die auch die Modellreihen Mi-2, Mi-24, Mi-26 und Mi-34 umfassen.[12][13]
- Mi-8MTPR-1: Version für die Elektronische Kampfführung basierend auf einer Mi-8MTW-5-1 zum elektronischen Aufspüren des feindlichen Gefechtsstandes und Einsatz von Elektronische Gegenmaßnahmen desselben.[14]
- Mi-8AMT Arctic: Version für den Arktik-Einsatz. Zu den Hauptmerkmalen des Drehflüglers gehört ein laut Russian Helicopters einzigartiges System zum Heizen von Antriebskomponenten, das vom Nationalen Hubschrauberzentrum „Mil & Kamow“ entwickelt wurde. Dieses System soll auch bei extrem tiefen Temperaturen einen schnellen Start der beiden Klimow WK-2500PS-03-Triebwerke ermöglichen – selbst dann, wenn der Hubschrauber längere Zeit im Freien stand. Ergänzend hierzu bietet die Mi-8AMT Arctic einen verbesserten Wärmeschutz der Ladekabine sowie eine spezielle Dämmung der Schiebe- und Cockpittüren. Zum Schutz vor Frostschäden im Stand ersetzen Teflon-Schläuche die gewöhnlichen Gummi-Pendants. Eine spezielle Abdeckung schützt den Hubschrauber vor niedrigen Temperaturen, hoher Luftfeuchtigkeit und starkem Wind, wenn er längere Zeit ohne Hangar eingesetzt wird. Des Weiteren wurde ein umfangreiches Navigationssystem samt modernem Wetterradar und digitalem Autopiloten nachgerüstet. Dieser lässt den Hubschrauber bei Bedarf „automatisch schweben, eine geplante Schweberoute fliegen und landen“.[15]

## Nutzerstaaten

### Aktuelle Nutzer
- Afghanistan – Per Ende 2023 befinden sich 5 Mi-8/Mi-17 im Dienst.[16]
- Ägypten – Per Ende 2023 befinden sich 62 Mi-8/Mi-17 im Dienst.[16]
- Algerien – Per Ende 2023 befinden sich 138 Mi-8/Mi-17 im Dienst.[16] von denen 12 Mi-8 in den späten 1980er-Jahren geliefert wurden.
- Angola – Per Ende Januar 2018 befinden sich 27 Mi-8/Mi-17 und 8 Mi-171Sch im Dienst.[17]:446
- Äquatorialguinea – Per Januar 2018 befindet sich 1 Mi-17 im Dienst.[17]:461
- Argentinien – Per Januar 2018 befinden sich 2 Mi-171E im Dienst.[17]:385
- Armenien – Per Januar 2018 befinden sich 10 Mi-8MT im Dienst.[17]:182
- Aserbaidschan – Per Januar 2018 befinden sich 13 Mi-8 und mindestens 20 Mi-17 im Dienst.[17]:183
- Äthiopien – Per Ende 2023 befinden sich 14 Mi-8/Mi-17 im Dienst.[16]
- Bangladesch – Per Ende 2023 befinden sich 35 Mi-17/Mi-172 im Dienst.[16]
- Belarus – Per Ende 2023 befinden sich 36 Mi-8 im Dienst.[16]
- Bosnien und Herzegowina – Per Ende 2023 befinden sich 6 Mi-8/Mi-17 im Dienst.[16]
- Bulgarien – Per Ende 2023 befinden sich 2 Mi-17 im Dienst.[16]
- Burkina Faso – Per Ende 2023 befinden sich 3 Mi-8/Mi-17 im Dienst.[16]
- Bhutan – Per Ende 2023 befinden sich 2 Mi-8 im Dienst.[16]
- Volksrepublik China – Per Ende 2023 befinden sich 8 Mi-8 im Dienst.[16]
- Demokratische Republik Kongo – Per Ende 2023 befinden sich 4 Mi-8/Mi-17 im Dienst.[16]
- Dschibuti – Per Ende 2023 befinden sich 2 Mi-8 im Dienst.[16]
- Ecuador – Per Ende 2023 befinden sich 8 Mi-172 im Dienst.[16]
- Eritrea – Per Ende 2023 befinden sich 6 Mi-17/Mi-171 im Dienst.[16]
- Elfenbeinküste Per Ende 2023 befindet sich eine Mi-8 im Dienst.[16]
- Eswatini: Zwei Mi-8P werden seit 1998 von Air Pass betrieben.
- Georgien – Per Ende 2023 befinden sich 15 Mi-8/Mi-171 im Dienst.[16]
- Ghana – Per Ende 2023 befinden sich 6 Mi-7/Mi-171 im Dienst.[16]
- Guinea – Per Ende 2023 befinden sich 2 Mi-17-1W im Dienst.[16]
- Indien – Per Ende 2023 befinden sich 222 Mi-17 im Dienst.[16]
- Indonesien – Per Ende 2023 befinden sich 9 Mi-17W5 im Dienst.[16]
- Irak – Per Januar 2018 befinden sich etwa 19 Mi-17/Mi-171Sch im Dienst.[17]:338
- Iran – Per Januar 2018 befinden sich 25 Mi-171 im Dienst.[17]:334-335 Ab dem Jahr 1998 befinden sich 2 Mi-8T, 1 Mi-8MTW-1 und 1 Mi-8AMT bei der Navid Air im Einsatz.
- Jemen – Per Ende 2023 befinden sich 34 Mi-8/Mi-17/Mi-171 im Dienst.[16]
- Japan: Bei der zivilen Firma Aero Asahi befindet sich 1 Mi-8PA als fliegender Kran im Einsatz.
- Kambodscha – Per Ende 2023 befinden sich 9 Mi-8/Mi-17 im Dienst.[16]
- Kamerun – Per Ende 2023 befinden sich 5 Mi-8/Mi-17 im Dienst.[16]
- Kasachstan – Per Ende 2023 befinden sich 49 Mi-8/Mi-17 im Dienst.[16]
- Kenia – Per Ende 2023 befinden sich 2 Mi-171 im Dienst.[16] In der Polizei sind seit dem Jahr 1999 2 Mi-8 und 2 Mi-17 im Einsatz.
- Kirgisistan – Per Ende 2023 befinden sich 4 Mi-8 im Dienst.[16]
- Kolumbien – Per Ende 2023 befinden sich 18 Mi-8/Mi-17 im Dienst.[16]
- Kroatien – Per Ende 2023 befinden sich 25 Mi-8/Mi-17/Mi-171 im Dienst.[16] Im Oktober wurden 11 Mi-8MTW und 3 Mi-8T der Ukraine übergeben.
- Kuba – Per Ende 2023 befinden sich 10 Mi-8/Mi-17 im Dienst.[16] Mindestens 18 weitere Mi-8 sind in der Luftfahrtgesellschaft Cubana im Einsatz, des Weiteren ist der Staat der Erstkunde der Mi-17.
- Laos – Per Ende 2023 befinden sich 17 Mi-17/Mi-172 im Dienst.[16]
- Lettland – Per Ende 2023 befinden sich 4 Mi-8/Mi-17 im Dienst.[16]
- Libyen – Per Ende 2023 befinden sich 6 Mi-8/Mi-171 im Dienst.[16]
- Litauen – Per Ende 2023 befindet sich eine Mi-17/Mi-171 im Dienst.[16] Weitere Mi-8 sind bei der Fluggesellschaft Avia Baltika im Einsatz.
- Madagaskar – Ab 1998 betreibt die Feuer- und Rettungsbehörde von Langkawi aus einen Mi-8MTW-1 und einen Mi-17-1W.
- Malaysia – In Malaysia werden Mi-17-1W als Wasserbomber zur Brandbekämpfung eingesetzt.
- Mali – Per Ende 2023 befindet sich eine Mi-8 im Dienst.[16]
- Mexiko – Per Ende 2023 befinden sich 39 Mi-8/Mi-17 im Dienst.[16] In der Polizei sind 6 Mi-8MTW-1 im Einsatz.
- Moldau – Per Ende 2023 befindet sich eine Mi-8 im Dienst.[16]
- Mongolei – Per Ende 2023 befinden sich 6 Mi-8/Mi-171 im Dienst.[16] Bis zu 11 weitere Mi-8T befinden sich bei MIAT Mongolian Airlines im Einsatz.
- Mosambik – Per Ende 2023 befinden sich 4 Mi-8/Mi-17 im Dienst.[16]

- Myanmar – Per Januar 2018 befinden sich 11 Mi-17 im Dienst.[17]:288
- Namibia – Per Ende 2023 befinden sich 2 Mi-8 im Dienst.[16]
- Nepal – Per Ende 2023 befinden sich 4 Mi-17 im Dienst.[16]
- Neuseeland – Heli Harvest betreibt drei moldauische Mi-8MTW.1, die 2000 geleast wurden.
- Nicaragua – Per Ende 2023 befinden sich 10 Mi-8/Mi-171 im Dienst.[16]
- Niger – Per Ende 2023 befinden sich 3 Mi-17 im Dienst.[16]
- Nordkorea – Per Ende 2023 befinden sich 41 Mi-8 im Dienst.[16]
- Nordmazedonien – Per Januar 2018 befinden sich in den Luftstreitkräften 2 Mi-17 und 4 Mi-8MTW im Dienst.[17]:127
- Pakistan – Per Ende 2023 befinden sich 54 Mi-8/Mi-17/Mi-171 im Dienst.[16]
- Peru – Per Ende 2023 befinden sich 52 Mi-8/Mi-17/Mi-171 im Dienst.[16] In der peruanischen Polizei sind mindestens 2 Mi-8MT und 6 Mi-8MTW-1 im Einsatz. Zivilen Firmen haben des Weiteren folgende Hubschrauber im Einsatz; Helisur besitzt 2 Mi-8MTW-1, Helicusco 2 Mi-8MTW-1 und 1 Mi-171, Aviasur 1 Mi-8AMT und 2 Mi-8MTW, Amazon Helicopters 1 Mi-8AMT und government flight 1 Mi-8.
- Philippinen – Per Januar 2018 befinden sich 4 Mi-171Sch im Dienst.[17]:296
- Polen – Per Ende 2023 befinden sich 38 Mi-8/Mi-17 im Dienst.[16] Zivile Betreiber des Mi-8 sind bspw. Aeropol Air Services Agency und Polish Medical Aviation.
- Ruanda – Per Ende 2023 befinden sich 11 Mi-17 im Dienst.[16]
- Russland – Per Ende 2023 befinden sich 792 Mi-8/Mi-17/Mi-171 mit verschiedenen Modifikationen im Dienst.[16] Davon mindestens 346 in bewaffneten Versionen, wie beispielsweise Mi-8MTW5/-1//6 oder Mi-8AMTSch/-W/A.[18][19][20][21][22][23][24] Unter den zivilen Luftfahrtgesellschaften setzen u. a. die Aeroflot oder (z. B. UTair) die Mi-8 ein.
- Sambia – Per Ende 2023 befinden sich 5 Mi-171 im Dienst.[25]
- Senegal – Per Ende 2023 befinden sich 2 Mi-171Sch im Dienst.[16]
- Serbien – Per Ende 2023 befinden sich 10 Mi-8/Mi-17 im Dienst.[16]
- Sierra Leone – Per Ende 2023 befindet sich eine Mi-17 im Dienst.[16]
- Simbabwe – Per Ende 2023 befindet sich eine Mi-172 im Dienst.[16]
- Slowakei – Per Ende 2023 befinden sich 13 Mi-17 im Dienst.[16] In der Polizei sind 3 Mi-8P im Einsatz. Zivile Firmen wie die Air Transport Europe und Tech-Mont Helicopters verfügen über 3 Mi-8.
- Sri Lanka – Per Januar 2018 befinden sich bei den Luftstreitkräften 10 Mi-17 und 4 Mi-171Sch im Dienst.[17]:302 Bei der zivilen Firma Ace Air Tours befindet sich seit 1995 1 Mi-8P im Einsatz.
- Südafrika: Eine große Anzahl von Mi-8MTW wurden von verschiedenen privaten Firmen (z. B. Court Helicopters) von russischen Airlines geleast.
- Südsudan – Per Ende 2023 befinden sich 7 Mi-17 im Dienst.[16]
- Sudan – Per Januar 2018 befinden sich 21 Mi-8, etwa 4 Mi-17 und 2 Mi-171 im Dienst.[17]:490
- Südkorea – Bei der südkoreanischen Polizei befinden sich einige Mi-17MD im Einsatz.
- Südsudan – Per Januar 2018 befinden sich 9 Mi-17 und 1 Mi-172 im Dienst.[17]:488
- Syrien – Per Ende 2023 befinden sich 49 Mi-8/Mi-17 im Dienst.[16]
- Tadschikistan – Per Ende 2023 befinden sich 14 Mi-8 im Dienst.[16]
- Thailand – Per Ende 2023 befinden sich 10 Mi-8/Mi-17 im Dienst.[16]
- Tschad – Per Ende 2023 befinden sich 5 Mi-8/Mi-17/Mi-171 im Dienst.[16]
- Tschechien – Per Ende 2023 befinden sich 20 Mi-17/Mi-171 im Dienst.[26]
- Türkei – Per Januar 2018 befinden sich 19 Mi-17 im Dienst.[17]:159
- Turkmenistan – Per Ende 2023 befinden sich 15 Mi-8 im Dienst.[16]
- Uganda – Per dem Januar 2018 befinden sich 3 Mi-17, 1 Mi-171 und 1 Mi-172 im Dienst.[17]:494
- Ukraine – Per Ende 2023 befinden sich 64 Mi-8 im Dienst.[16] ab 2022 überließen die USA neun Mi-17W5 aus dem Bestand der afghanischen Armee, die sich zu Wartungsarbeiten in der Ukraine befanden, der Ukraine.[27] Im Oktober 2023 bekam das Land 11 Mi-MTW und 3 Mi-8T von Kroatien.
- Ungarn – Per Ende 2023 befinden sich 7 Mi-8/Mi-17 im Dienst.[16] Davon wurden 2 Mi-8, die ehemals in Finnland ausgemustert wurden, gekauft.
- Usbekistan – Per Ende 2023 befinden sich 40 Mi-8 im Dienst.[16]
- Venezuela – Per Ende 2023 befinden sich 28 Mi-17 im Dienst.[16] Bei Helicopters del Caribe sind 3 Mi-8MTW im Einsatz.
- Vereinigte Staaten – Per Ende 2024 befindet sich eine Mi-171 im Dienst.[16] Der US-Geheimdienst CIA setzt seit langem Varianten des Hubschraubers ein, oft über geheime Vertragspartner. Die USA nutzen den Hubschrauber gern bei Auslandseinsätzen, um die eigene Herkunft zu verschleiern. Gemietete Mi-17 kamen unter anderem bei der Evakuierung von Kabul 2021 zum Einsatz.[28] Bei Übungen innerhalb der USA wurden immer wieder (2021, 2024, 2025) Mi-17-Einheiten beobachtet, die vom US-Militär betrieben werden.[29]
- Vietnam – Per Ende 2023 befinden sich 87 Mi-8/Mi-17 im Dienst.[16] Ab dem Jahr 1990 betrieben auch einige private Firmen die Mi-8T, Mi-17 und Mi-172.

### Ehemalige Nutzer
- Albanien – Spätestens bis zum Januar 2018 ausgemustert.[17]:82
- Belgien – Spätestens bis zum Januar 2018 ausgemustert.[17]:86
- Burundi – Spätestens bis zum Januar 2018 ausgemustert.[17]:450
- Deutsche Demokratische Republik: In den Luftstreitkräften der Nationalen Volksarmee, den Armeefliegerkräften und der Volksmarine der DDR flogen 115 Hubschrauber der Baureihen Mi-8T/-8TB/-8S(PS)/-9 und sechs Mi-14 in der Ausführung BT als MAW-(Minenabwehr)-Hubschrauber sowie neun Stück der Mi-14PL-Ausführung zur U-Boot-Jagd. Die Interflug Spezialflug der DDR setzte von 1968 bis 1989 allein sieben Maschinen als „Fliegende Kräne“ unter anderem für die Montage von elektrischen Oberleitungen für die Deutsche Reichsbahn bei laufendem Betrieb ein. Weitere dienten in der Interflug Bildflug und der Polizei.
- Deutschland – Spätestens bis zum Januar 2018 ausgemustert.[17]:109 Exemplare dieses Hubschraubers gibt es in verschiedenen deutschen Museen – darunter im Luftwaffenmuseum in Berlin-Gatow oder im Flugplatzmuseum Cottbus (Mi-8S, Mi-8TB und Mi-9). Ein weiterer steht in Wunstorf in einem Museum. Vom Marinehubschrauber Mi-14 befinden sich noch Exemplare in Peenemünde, im Militärmuseum auf dem alten Luftwaffenstützpunkt oder in Berlin-Gatow sowie im Marinemuseum Dänholm[30] in Stralsund.
- Estland – Spätestens bis zum Januar 2018 ausgemustert.[17]:98-99
- Finnland – Spätestens bis zum Januar 2018 ausgemustert.[17]:101

- Guinea-Bissau – Spätestens bis zum Januar 2018 ausgemustert.[17]:468
- Guyana – Spätestens bis zum Januar 2018 ausgemustert.[17]:468
- Israel – Spätestens bis zum Januar 2018 ausgemustert.[17]:342
- Jugoslawien: Etwa 220 Maschinen waren bei den Luftstreitkräften im Dienst.
- Malta: Die Gesellschaft Malta Air Charter setzte mehrere in Bulgarien gemietete Mi-8T oder Mi-8P zwischen der Insel Malta und der Nachbarinsel Gozo ein.
- Papua-Neuguinea: Die Firma Hevi Lift betrieb eine Mi-171.
- Republik Kongo – Spätestens bis zum Januar 2018 ausgemustert.[17]:456
- Rumänien – Spätestens bis zum Januar 2018 ausgemustert.[17]:142
- Sierra Leone – Spätestens bis zum Januar 2018 ausgemustert.[17]:483
- Somalia – Spätestens bis zum Januar 2018 ausgemustert.[17]:484
- Sowjetunion Die sowjetische Armee war mit insgesamt 6889 Exemplaren der größte Mi-8-Betreiber, die dort ab 1967 die Mil Mi-4 ersetzten. Sie dienen als Transporthubschrauber für Fracht, Personen und VIPs, als bewaffneter Kampfzonenhubschrauber, für den Funkelektronischen Kampf sowie diverse andere Zwecke. 1986 befanden sich 4400 Mi-8 im Dienst der Streitkräfte.[31]
- Tschechoslowakei 1967 einer der ersten Exportkunden der Mi-8. Bis 1991 waren etwa 90 Mi-8 im Einsatz.

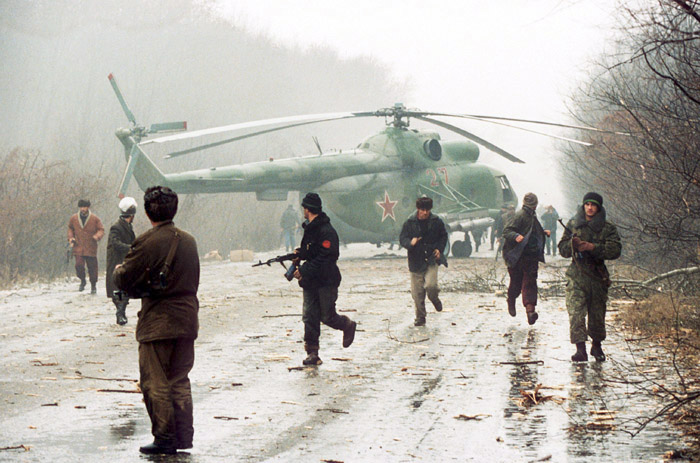
Tschetschenische Kämpfer mit einem zur Notlandung gezwungenen russischen Mi-8 (1994)
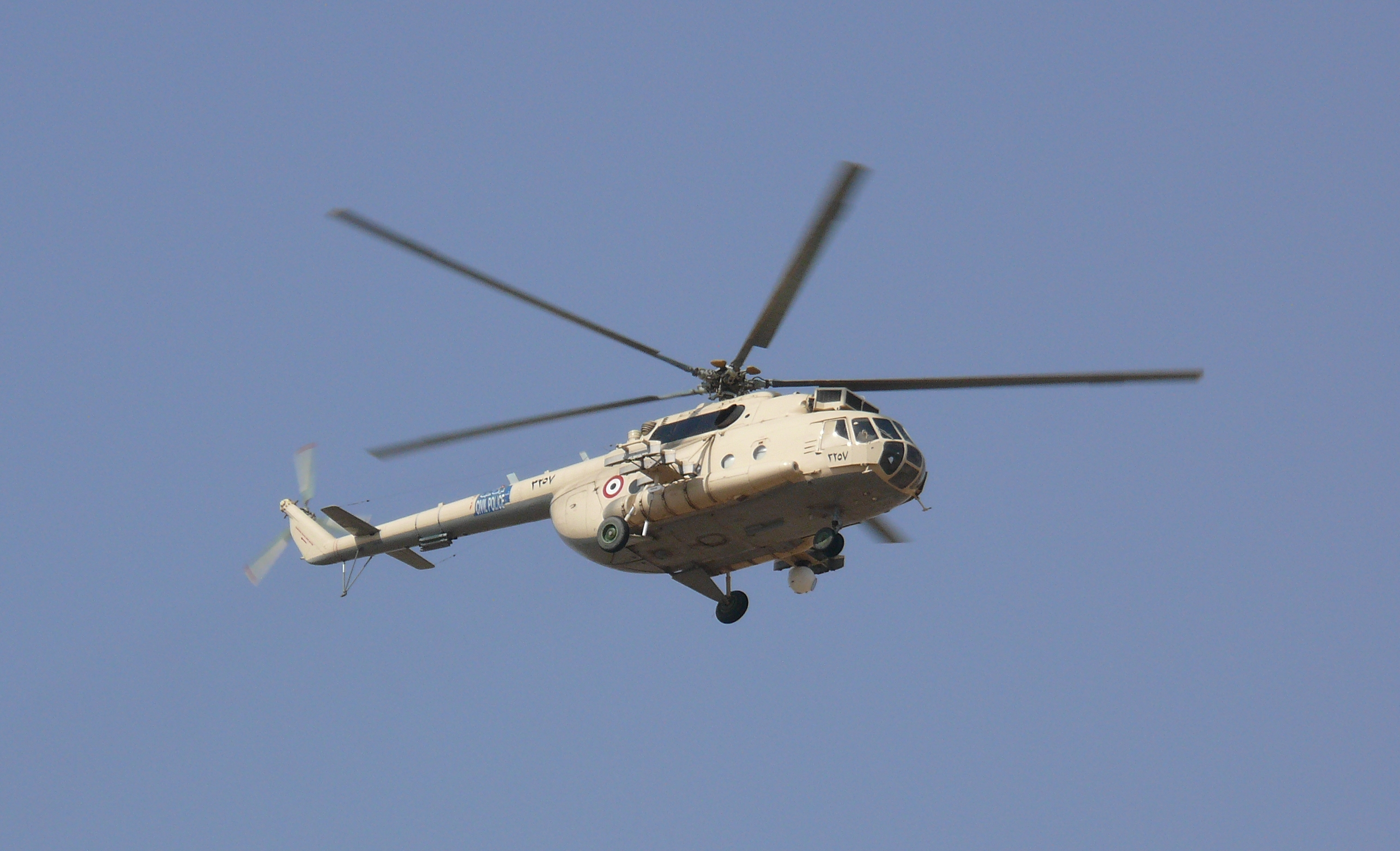
Ägyptische Mi-17 mit Luftfiltern, Waffenauslegern und Zusatzpanzerung
Mil Mi-8 auf einer Briefmarke der DDR von 1969
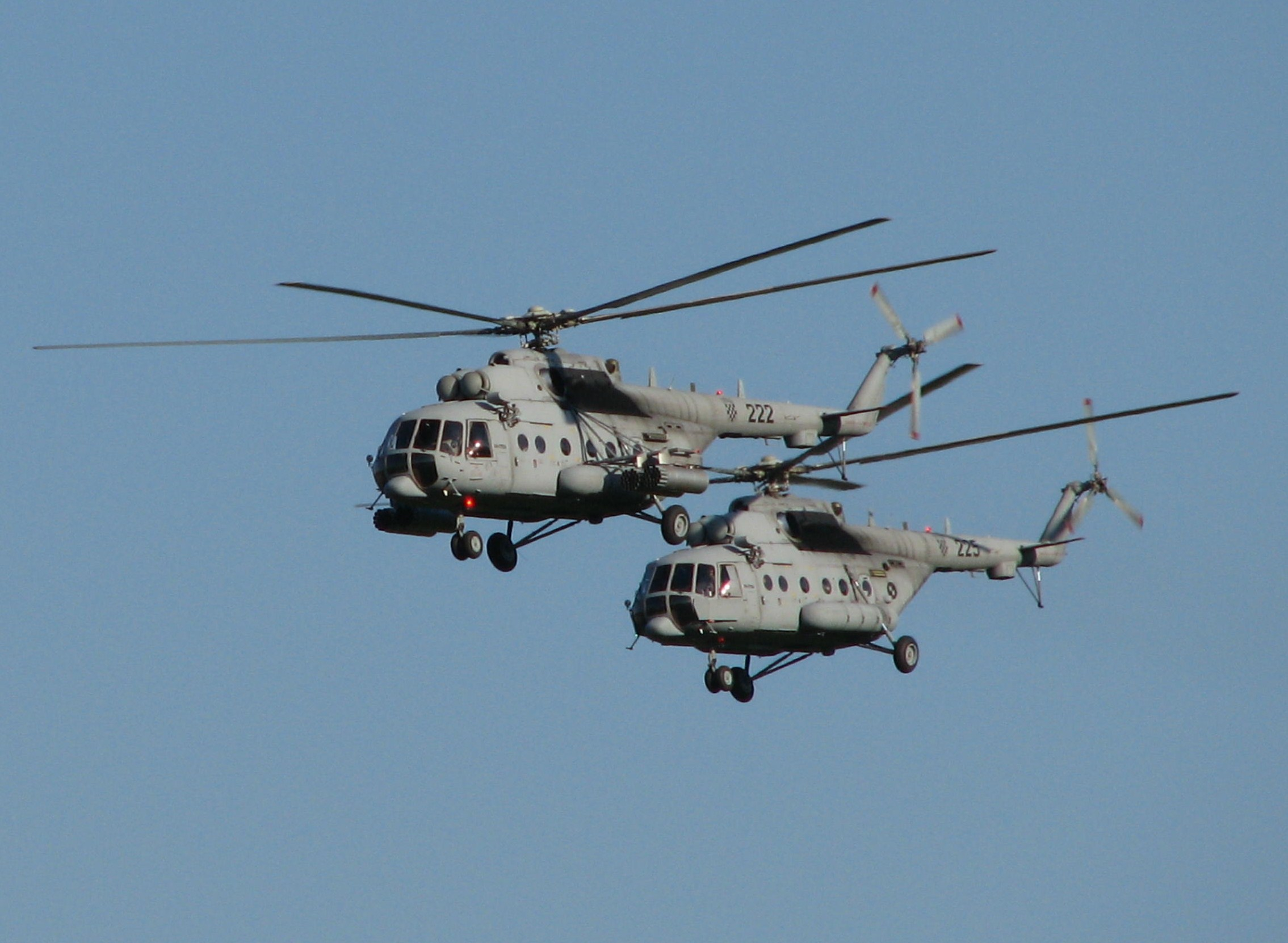
Zwei kroatische Mi-171Sch mit und ohne Außenlastträger
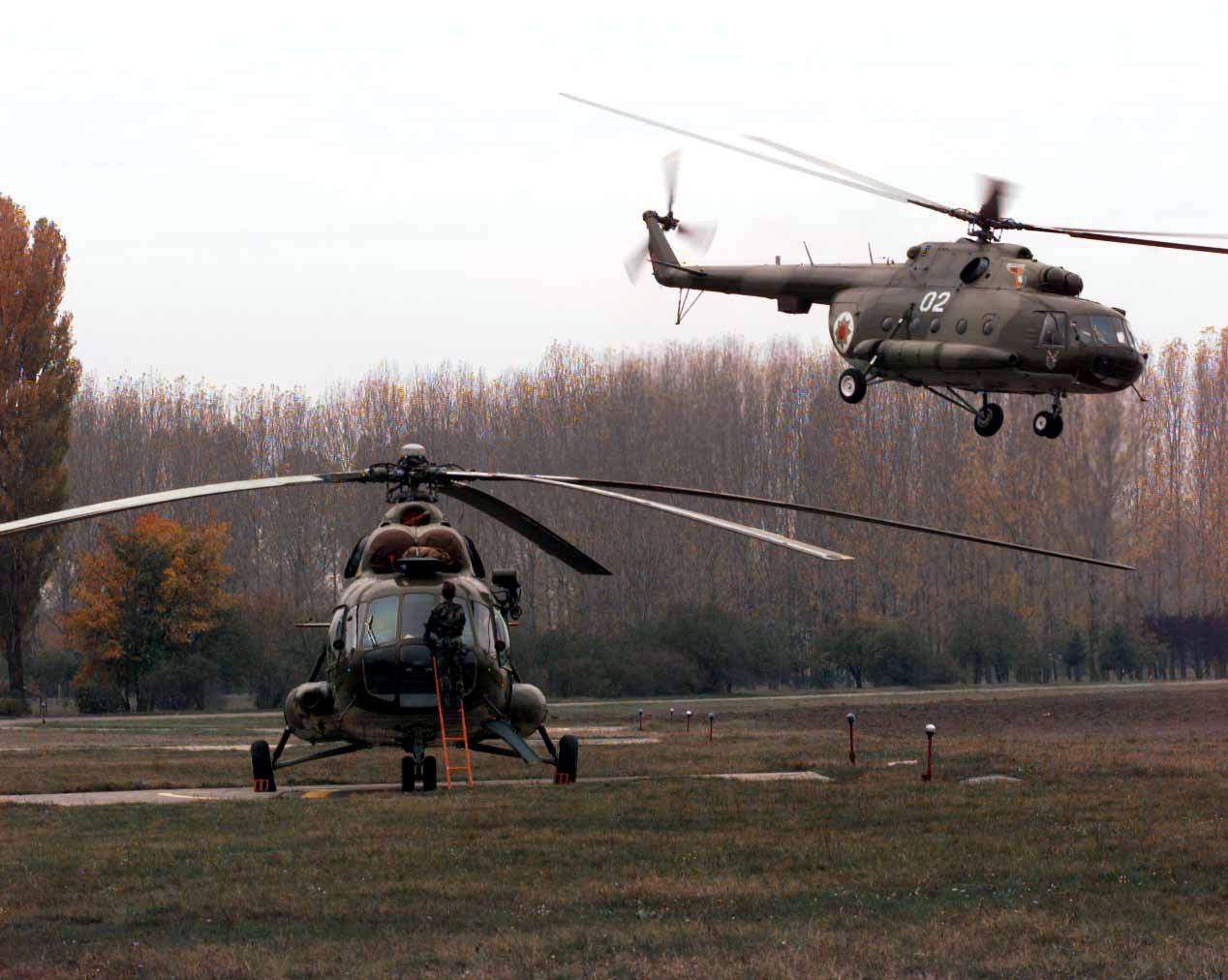
Moldauische Mi-8MT

## Zwischenfälle
- Bruchlandung eines Mi-8 der Bundeswehr in der Nähe der A 4 bei der Ausfahrt Erfurt West am 25. März 1991 bei einem Rettungseinsatz. Keine ernsthaften Verletzungen der Besatzung, aber Totalschaden am Hubschrauber.[32]
- Abschuss eines Mil-Mi-8-Militärhubschraubers nahe Xocavənd 1991
- Absturz eines Mi-8 der Trans Maldivian Airways mit 11 Insassen am 8. Januar 1994 bei Fesdhoo im Nord-Ari-Atoll (Malediven); 9 Passagiere starben; 2 überlebten, 1 davon schwerverletzt.[33]
- Absturz eines Mi-8 der Trans Maldivian Airways am 26. Januar 1999 mit 20 Insassen bei Rangali im Süd-Ari-Atoll (Malediven); 4 Menschen starben, 16 überlebten.[33]
- Am 27. Januar 2002 wurde ein Mi-8 in Schelkowskaja, Bezirk Nadterechny, Russland abgeschossen. Alle 14 Menschen an Bord kamen dabei ums Leben.[34]
- Am 4. Dezember 2003 stürzte ein Mi-8P in der Nähe von Piaseczno in Polen ab. 14 Menschen an Bord wurden verletzt, darunter auch der polnische Premierminister Leszek Miller.[35]
- Am 11. September 2006 wurde ein Mi-8 von der militanten Gruppe Kataib al-Khoul in der Nähe von Wladikawkas in Russland abgeschossen. Dabei starben 12 der 16 Menschen an Bord.[36]
- Dezember 2015 Absturz einer Mi-8T in Sibirien mit einem Toten
- Am 25. Oktober 2017 stürzte ein russischer Mi-8 mit 8 Mann an Bord etwa 2 km vor Barentsburg, Spitzbergen ins Eismeer.[37]
- Am 4. August 2018 verunglückte ein Mi-8 nahe Krasnojarsk unmittelbar nach dem Start. Bei dem Unfall kamen 18 Menschen ums Leben.[38]
- Am 19. Mai 2020 stürzte ein Mi-8 des russischen Militärs bei einer Übung in der Nähe von Moskau ab, es gab 4 Tote.[39]
- Am 26. Mai 2020 stürzte ein Mi-8 des russischen Militärs bei einem Testflug am Flughafen von Tschukotka ab.[39]
- Am 1. November 2022 wurde eine russische Mi-8 von ukrainischen Streitkräften abgeschossen.[40][41]
- Am 12. August 2021 war eine Mi-8 (RA 24744) in Kamtschatka in einen See gestürzt. 8 Menschen starben.
- Am 5. November 2022 wurde eine ukrainische Mi-8 von russischen Streitkräften abgeschossen.[42]
- Am 13. Mai 2023 wurden zwei russische Mi-8-Helikopter, eine russische Su-34 und eine russische Su-35 über der Oblast Brjansk nahe den Städten Klinzy und Starodub abgeschossen. Alle Besatzungen kamen dabei ums Leben. Es wird über Eigenbeschuss spekuliert.[43]
- Am 31. August 2024 starben 22 Menschen (meist Touristen) bei einem Absturz der Mi-8T (RA-25656) in Kamtschatka.[44] Nach dem Erscheinen des Unfallberichts verlor die Betreiberfirma die Lizenz. Sie hatte 2021 23 Hubschrauber.[45]
- Am 23. März 2025 zerstörte die ukrainische Armee zwei Mil Mi-8-Hubschrauber mittels eines M142-HIMARS-Raketenwerfers. Die Hubschrauber befanden sich auf einem provisorischen Flugfeld im Osten der Oblast Belgorod. Bei dem Angriff wurden auch zwei Kampfhubschrauber vom Typ Kamow Ka-52 zerstört, die ebenfalls auf dem Landeplatz stationiert waren. Personen kamen nicht zu Schaden.[46]

## Rekorde
Während der Erprobung des Prototyps W-8AT konnten von der Besatzung W. Koloschenko am 19. April 1964 zwei Weltrekorde aufgestellt werden. Der Hubschrauber erzielte auf einer geschlossenen Strecke eine Reichweite von 2464,736 km und auf einer geschlossenen 2000-km-Bahn eine Höchstgeschwindigkeit von 202,900 km/h.
1967 wurden einige Frauen-Weltrekorde aufgestellt: Inna Kopetz erreichte am 23. August eine Höchstgeschwindigkeit von 273,507 km/h auf einer 500-km-Strecke und am 14. September eine Reichweite von 2082,224 km auf geschlossener Strecke. Auf einer 1000-km-Bahn erzielte die Pilotin Issajewa am 28. August auf einer geschlossenen 1000-km-Strecke 258,666 km/h Höchstgeschwindigkeit. Wiederum Inna Kopetz erreichte auf geschlossener 2000-km-Bahn am 28. August 235,119 km/h. Zwei Jahre später konnte sie am 15. August 1969 mit 2232,218 km auf gerader Strecke ihren letzten Rekord erfliegen.

## Technische Daten

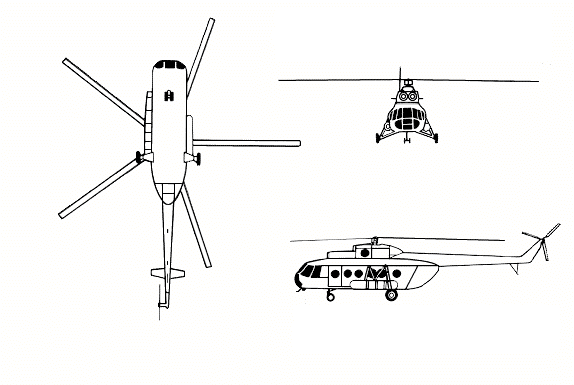
Risszeichnung

| Kenngröße             | Mi-8PL                  | Mi-8PS                  | Mi-8S                   | Mi-8T                   | Mi-8TW                  | Mi-8MT (Mi-17)          | Mi-18                   | Mi-8MTW-5               | Mi-171A2                |
| --------------------- | ----------------------- | ----------------------- | ----------------------- | ----------------------- | ----------------------- | ----------------------- | ----------------------- | ----------------------- | ----------------------- |
| Besatzung             | 4                       | 3+10                    | 3                       | 3                       | 3                       | 2–3                     | 2–3                     | 3                       | 1–2                     |
| Rumpflänge            | 18,37 m                 | 18,31 m                 | 18,31 m                 | 18,31 m                 | 18,31 m                 | 18,42 m                 | 19,44 m                 | 18,99 m                 |                         |
| Gesamtlänge           | 25,32 m                 | 25,28 m                 | 25,28 m                 | 25,28 m                 | 25,28 m                 | 25,31 m                 | 26,30 m                 | 25,35 m                 |                         |
| Höhe                  | 6,88 m                  | 5,65 m                  | 5,65 m                  | 5,60 m                  | 5,60 m                  | 5,65 m                  |                         | 5,54 m                  |                         |
| Rotorkreisdurchmesser | 21,91 m                 | 21,91 m                 | 21,91 m                 | 21,91 m                 | 21,91 m                 | 21,91 m                 | 21,30 m                 | 21,29 m                 |                         |
| Heckrotordurchmesser  | 3,91 m                  |                         | 3,80 m                  | 3,80 m                  | 3,91 m                  |                         |                         | 3,91 m                  |                         |
| Leermasse             | 8.275 kg                | 6.927 kg                | 7.420 kg                | 7.100 kg                | 4.722 kg                | 7.200 kg                | 7.550 kg                | 7.055–7.380 kg          |                         |
| max. Startmasse       | 14.000 kg               | 10.400 kg               | 12.000 kg               | 12.000 kg               | 12.000 kg               | 12.000 kg               | 13.500 kg               | 13.000 kg               | 13.000 kg               |
| Höchstgeschwindigkeit | 230 km/h                | 250 km/h                | 230–250 km/h            | 260 km/h                | 230–250 km/h            | 250 km/h                | 250 km/h                | 230–250 km/h            | 260–280 km/h            |
| Dienstgipfelhöhe      | 4.000 m                 | 4.500 m                 | 4.500 m                 |                         | 4.500 m                 | 4.000 m                 | 5.000 m                 | 6.000 m                 | 6.000 m                 |
| Reichweite            | 800 km                  | 480 km                  | 340 km                  | 450–650 km              | 450–650 km              | 495 km                  | 580 km                  | 580–680 km              | 800 km                  |
| Triebwerkshersteller  | Klimow/Isotow           | Klimow/Isotow           | Klimow/Isotow           | Klimow/Isotow           | Klimow/Isotow           | Klimow/Isotow           | Klimow/Isotow           | Klimow/Isotow           | Klimow/Isotow           |
| Triebwerkstyp         | TW2-117                 | TW2-117                 | TW2-117                 | TW2-117                 | TW2-117                 | TW3-117                 | TW3-117                 | TW3-117WM               | WK-2500PS-03            |
| Leistung              | 2 × 1.192 kW (1.621 PS) | 2 × 1.250 kW (1.700 PS) | 2 × 1.104 kW (1.501 PS) | 2 × 1.267 kW (1.723 PS) | 2 × 1.104 kW (1.501 PS) | 2 × 1.435 kW (1.951 PS) | 2 × 1.397 kW (1.899 PS) | 2 × 1.471 kW (2.000 PS) | 2 × 1.765 kW (2.400 PS) |

## Bewaffnung
Die Ausrüstung der militärischen Versionen variierte je nach Einsatzzweck und Produktionsjahr stark, wobei viele Versionen ohne Bugmaschinengewehr ausgeliefert wurden. Die Bewaffnung wurde zum Teil nach Erkenntnissen bei Einsätzen im Afghanistan- und Tschetschenienkrieg auch während des Einsatzes modifiziert.
Bewaffnung im Bug

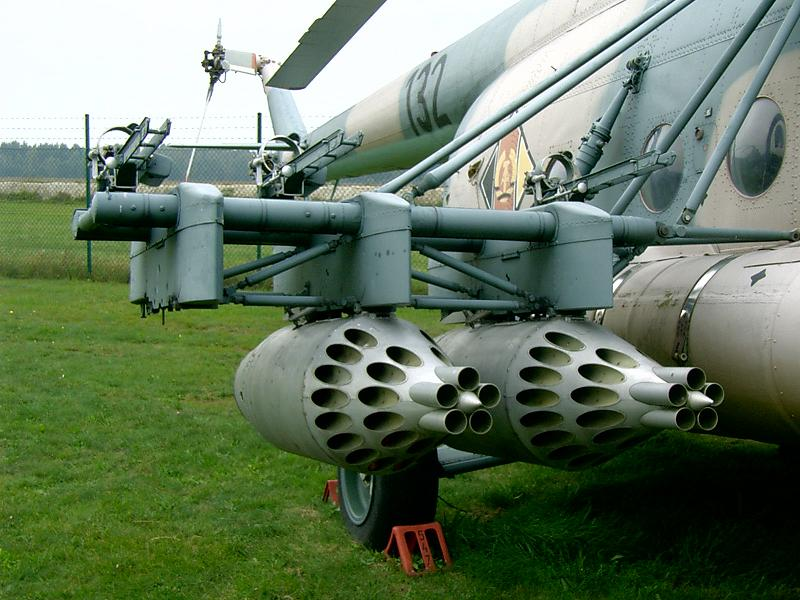
Bewaffnung einer Mi-8TB der NVA: oben Startschienen für „Maljutka-Raketen“, unten Aufhängungen mit UB-32-Raketenbehältern

- 1 × bewegliches 12,7-mm-MG A-12,7 auf NUW-1U-Lafette mit 700 Schuss Munition und 30° Schwenkbereich (bedient vom Bordtechniker, der zwischen den Piloten sitzt)[49][50]

Bewaffnung in Tür, Fenstern und Toren
- 2 × auf Kugellagerlafette montiertes 7,62-mm-Maschinengewehr Kalaschnikow PKB in den Seitentüren (falls zwei vorhanden) oder im Heck
- 1 × auf Kugellagerlafette montiertes 12,7-mm-Maschinengewehr NSW 6P11 am Heck
- 1 × AGS-17 „Plamja“ (automatischer 30-mm-Granatwerfer) in der Seitentür
- Aufnahmen für Sturmgewehre Kalaschnikow AK-47 (Kaliber 7,62 mm)/Kalaschnikow AK-74 (Kaliber 5,45 mm) in den Fenstern

Kampfmittel bis zu 1500 kg an sechs Waffenträgern seitlich am Rumpf
Luft-Luft-Lenkwaffen

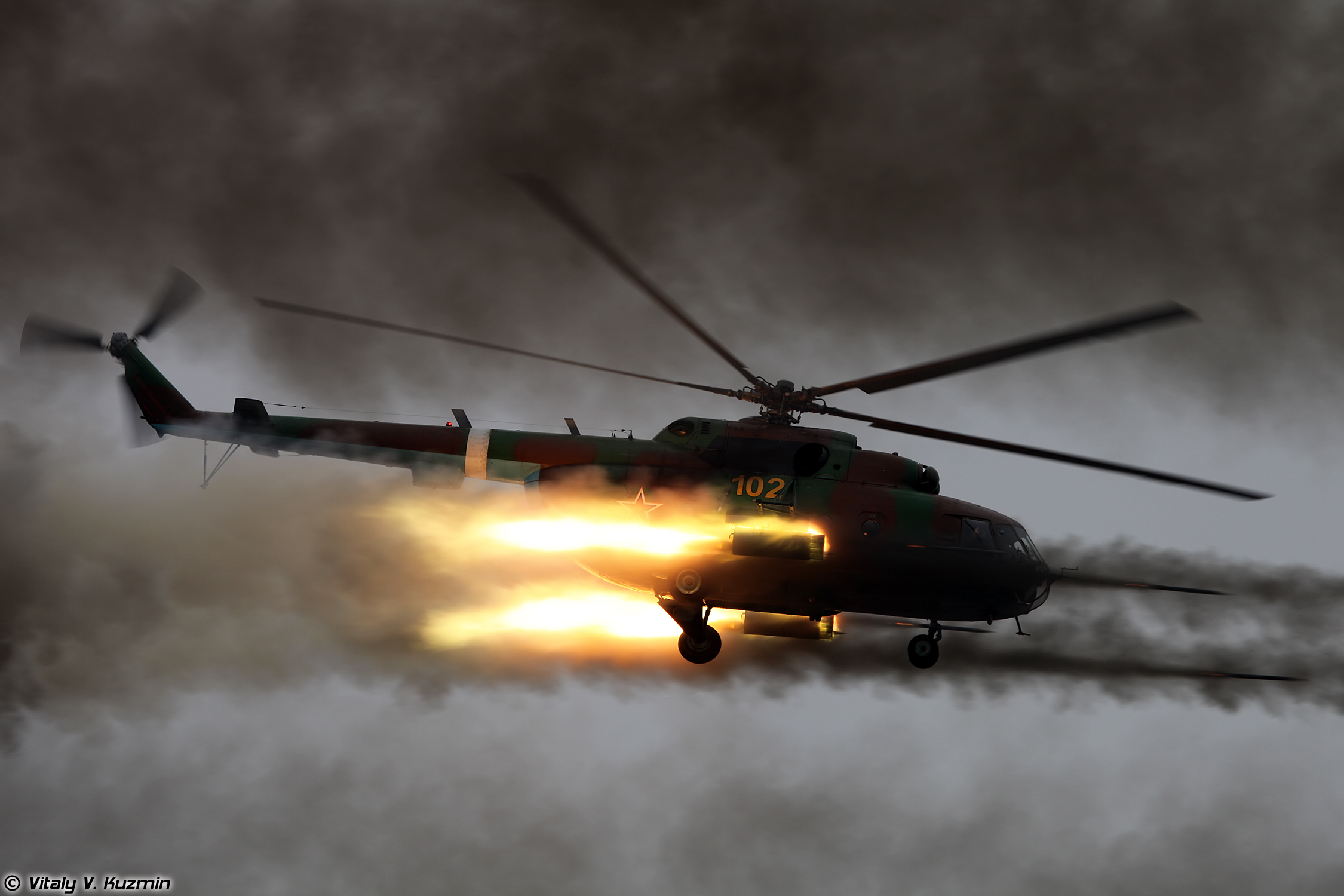
Mi-8MT beim Abfeuern ungelenkter S-8-Raketen

- Mi-8MT beim Abfeuern ungelenkter S-8-Raketen2 × Lenkwaffenwerfer mit je 2 × 9K338 Igla-S (ab Mi-8AMTSch)

Panzerabwehr-Lenkflugkörper
- 6 × 2K8 Falanga (AT-2C „Swatter“) – drahtgelenkte Panzerabwehr-Flugkörper
- 6 × 9M14P oder M Maljutka (AT-3 „Sagger“) – drahtgelenkte Panzerabwehr-Flugkörper
- 8 × 9K114 Schturm (AT-6 „Spiral“) ab Mi-8AMTSch
- 4 × 9K120 Ataka (AT-9 „Spiral“) ab Mi-8AMTSch

Ungelenkte Luft-Boden-Raketen

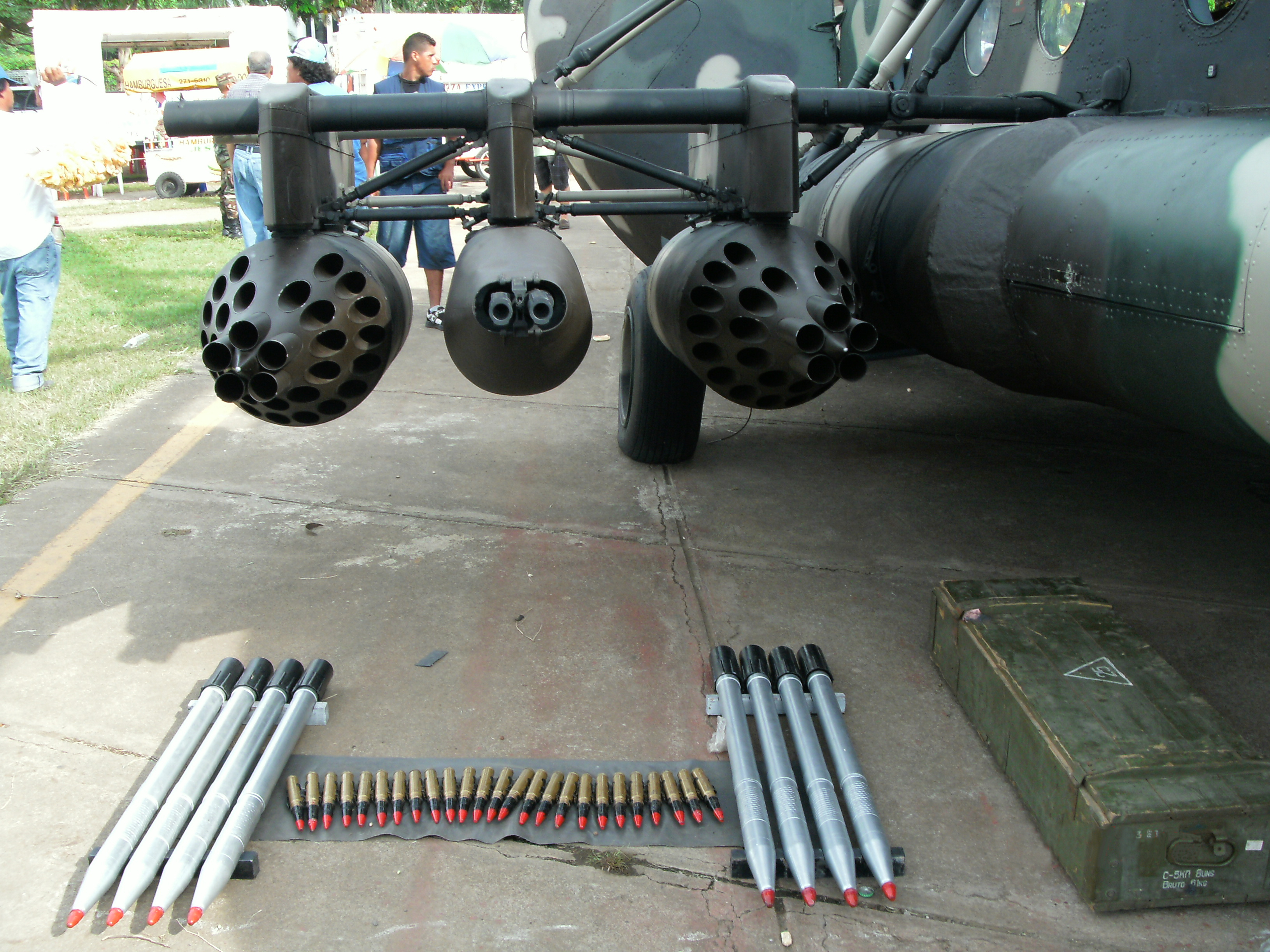
Bewaffnung einer Mi-17 der nicaraguanischen Luftwaffe: Aufhängungen mit UB-32-57-Raketenrohrstartbehältern und dazwischen ein UPK-23-250-Kanonenbehälter

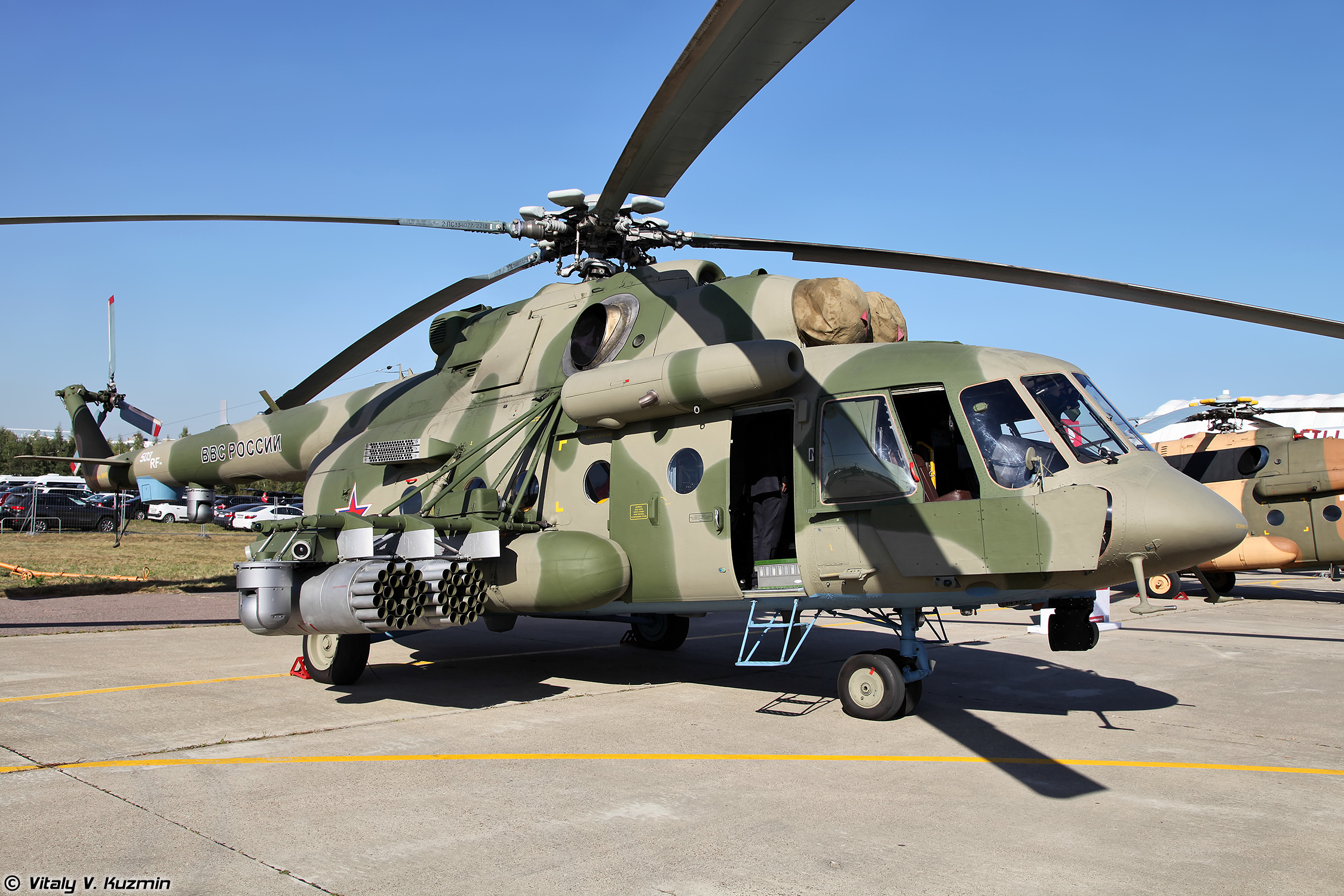
Mi-8AMTsch mit B-8W20-Raketenstartbehältern

- 6 × UB-16-57-Raketen-Rohrstartbehälter mit je 16 ungelenkten Luft-Boden-Raketen S-5/S-5KO/S-5KP oder S-5MO; Kaliber 57 mm
- 6 × UB-32-57-Raketen-Rohrstartbehälter mit je 32 ungelenkten Luft-Boden-Raketen S-5/S-5KO/S-5KP oder S-5MO; Kaliber 57 mm
- 6 × B-8W-20-Raketen-Rohrstartbehälter mit je 20 ungelenkten Luft-Boden-Raketen S-8/S-8A/A-8B/S-8M oder S-8MKO; Kaliber 80 mm (ab Mi-8MT oder Mi-8MTW)

Freifallende Bomben
- 6 × FAB-50 (50-kg-Freifallbombe)
- 6 × FAB-100 (100-kg-Freifallbombe)
- 6 × FAB-250 (250-kg-Freifallbombe)
- 6 × RBK-250-275 (275-kg-Streubombe)
- 2 × RBK-500 (500-kg-Streubombe)
- 2 × FAB-500 (500-kg-Freifallbombe)
- 2 × ZB-500 (500-kg-Brandbombe)

Externe Behälter
- 2 × GUW-9-A-669-Universalbehälter (UPK-23-250) für entweder je eine 23-mm-Zwillingskanone GSch-23L (mit 250 Schuss Munition) oder ein JakB-12,7-mm-MG (mit 750 Schuss Munition)
- 6 × WSM-1-Streubehälter mit je 145 Antipersonenminen vom Typ POM-1
- 2 × WSM-1-Streubehälter mit je 464 Antipersonenminen vom Typ POM-2
- 2 × WSM-1-Streubehälter mit je 11.520–12.960 Antipersonenminen vom Typ PFM-1
- 2 × WSM-1-Streubehälter mit je 116 Panzerminen vom Typ PTM-1 oder PTM-3
- 6 × Zusatztanks für je 305 oder 475 Liter Kerosin, welche die Überführungsreichweite auf bis zu 1850 km erhöhten (Mi-8MT)

## Selbstverteidigungssysteme
Aktive Maßnahmen
- 1 × Artem ASO-3-Täuschkörperwerfer in einer abgewinkelten aerodynamischen Verkleidung oberhalb des Hauptfahrwerks. Diese enthält drei ASO-2W-Täuschkörperdispensereinheiten mit je 32 Hitzefackel-Täuschkörpern im Durchmesser von 26 mm.
- 1 × Sagorski Optisch- und Mechanisches Werk (SOMS) L-166W-1AE „Ispanka“ („Hot Brick“) optronischer Infrarot-Störstrahler (IRCM) auf dem hinteren Rumpfrücken am Ansatz des Heckauslegers

Passive Maßnahmen
- 1 × OKB Omsk SPO-15LM (L-006) „Berjosa“ (Birch) Radarwarnsensor
- 2 × Abgaskühldiffusoren (Infrarotunterdrückungs-Abgasluftkühler „EWU“) am Ende der Abgasrohre.
- 2 × EKSP-39-Signalraketenwerfer für je vier verschiedenfarbige Signalraketen in der linken Heckklappe